# Yukihiro
yukihiro（ユキヒロ、1968年11月24日 - ）は、日本のドラマー、DJ、シンガーソングライター。
ロックバンド・L'Arc〜en〜Ciel、geek sleep sheep、Petit Brabanconのドラマー。元ZI:KILL、元DIE IN CRIESのドラマー、元OPTIC NERVEのメンバー、元P'UNK〜EN〜CIELのベーシスト。

## 概要
学生時代から様々なバンド活動を行っているが、本格的な活動は1989年にZI:KILLへ加入した頃から始まる。yukihiroの演奏したドラムが入ったスタジオ音源が販売されたのは、同バンドのアルバム『CLOSE DANCE』が初となる。そしてZI:KILLを脱退した後は、1991年に室姫深（THE MAD CAPSULE MARKETS）と音楽ユニット、OPTIC NERVEを結成している。このユニットでは、エレクトリック・ボディ・ビートを志向したアルバムを制作し「ABSTRACTION」「RED MOON」などの楽曲で自身が作曲を担当。その後加入するDIE IN CRIESにおいても、いくつかの楽曲の制作でコンポーザー、更にはリミキサーを務めている。そして1998年にはL'Arc〜en〜Cielへドラマーとして加入し、メインコンポーザーの一人として、現在までに「New World」や「DRINK IT DOWN」「Cradle」「trick」「get out from the shell -asian version-」「REVELATION」「shade of season」などの楽曲を作曲している。また、2000年には自身が単独でプロデュースした、L'Arc〜en〜Cielのリミックスアルバム『ectomorphed works』が発表されている。
2001年からは、新たなソロプロジェクト、acid androidの活動を開始。このプロジェクトでyukihiroは基本的にボーカルを務め、シンセサイザーも担当している。なお、楽曲によってはギター、ドラム、プログラミング、ミキシングを担当している。また、プロジェクトを開始してしばらくの音源は、インダストリアル・ミュージックやギターリフが印象的なヘヴィ・ロック・サウンドから影響を受けたものが多く、こういった音楽性にエレクトロニック・ボディ・ミュージック的な構成を掛け合わせていくことが基本の形となっていた。ただ、2010年代後半以降は自身のルーツである1980年代のニュー・ウェイヴやシンセポップ、エレクトロ・ポップからの影響を色濃く反映した楽曲の制作にシフトしてきている。なお、acid androidは現在までに、アルバム8作品、シングル・単曲配信8作品、映像作品4作品を発表している。
そして2012年には、百々和宏（MO'SOME TONEBENDER）、345（凛として時雨）とスリーピースバンド、geek sleep sheepを結成。活動当初は"1990年代のシューゲイザー、グランジ、オルタナティヴ・ロック"をテーマとした音源をリリースしていたが、徐々に様々なアプローチで楽曲制作を行うようになり、現在まで不定期で活動が続けられている。また、2021年には京（DIR EN GREY）が主導し結成した、ニュー・メタルを下敷きにヘヴィ・サウンドを鳴らすロックバンド、Petit Brabanconに参加している。
他には、DJとしても時折活動しており、自身が企画するDJ&ライヴイベント以外に、hide（X JAPAN、zilch）の主催イベントや、Lillies and RemainsとPLASTICZOOMSとTHE NOVEMBERSの3組が企画したライヴイベントなどにDJで出演したことがある。また、1996年にはTHE MAD CAPSULE MARKETS、2020年にはTHE NOVEMBERSのアルバム制作に参加し、プログラミングもしくはシーケンスサウンドデザインを担当。ドラマーとしては、上領亘（ex.GRASS VALLEY、ex.P-MODEL）が在籍するCROWのライヴや、SUILENのレコーディング、SCHAFTの楽曲制作およびライヴに参加している。さらに、D'ERLANGERやSOFT BALLET、sukekiyo、People In The Boxの楽曲のリミックスワークも行っている。
マネジメントは、L'Arc〜en〜Cielと同様に、MAVERICKが担当。現在の所属レーベルは、2001年に自主レーベルとして立ち上げた、track on drugs records。

## 来歴

### 学生時代 - ZI:KILL加入・脱退
yukihiroがドラムを始めたのは高校の入学前だったという。入学祝いを貰い、それを元手にギターを買おうと楽器店へ向かったが気に入るものが見つからず、ギターと同じフロアに置いてあったドラムセットに一目惚れし、ドラムを始める。このドラムセットにはきっちりとタムやシンバルが組み込まれており、それを気に入ったことが購入の決め手だったという。その後ドラムを家で演奏・練習するようになるが、「跳ね返りが悪くなる」という理由で防音マットも敷かずフルセットで叩いていたことで、近所から苦情が来たため市役所の訪問を受け、時間を決めて叩くことになったという。そして高校入学後から髪を伸ばし始め、バンド活動を始めていく。
高校時代はバンド活動に没頭し、次第に学校へ行く意味を見失い、親に退学したいと相談したこともあったという。ただ、親にそのことをかなり怒られたため、結局高校を卒業し、千葉商科大学へ進学することを決断する。なお、大学合格時も進学を辞退しようとしたが、高校の教師から「入りたくても入れなかった人もいる。お前が合格した代わりに誰かは落ちているんだ」と諭され、大学に進学することにしている。ちなみに大学を選んだ理由は「家から通えるから」だったという。
そして大学在学中に、東京ヤンキースを結成する前のUME、NORIとハードコアバンド、GUERRILLAを結成。1989年6月11日には、GUERRILLAとして目黒鹿鳴館でライヴを行っている。この鹿鳴館でのライヴを見ていたZI:KILLのギタリスト、KEN（注：L'Arc〜en〜Cielのギタリスト、kenとは全くの別人）に誘われ、ZI:KILLへ加入する。ZI:KILL加入後、『CLOSE DANCE』と『DESERT TOWN』の2枚のアルバム制作に参加しているが、イギリス・ロンドンでのメジャーデビューアルバムのレコーディングが終わった後の1990年12月28日に、ZI:KILLを脱退することになる。バンドから脱退することになった理由は、yukihiro曰く、レコーディング中にボーカルのTUSKが「バンドを辞める」「yukihiroがいなければ残る」と言い出したことがきっかけで、結果的に途中からバンドに加入した自分が抜けることにしたという。
ZI:KILLを脱退することになった背景を振り返り、yukihiroは2006年に受けた音楽雑誌のインタビューで「その頃の僕のフェイバリットはミニストリーで。もっと極端なものがカッコ良いと思ってたんですよね。だけどその頃のZI:KILLは、もっと普遍的なものを目指そうとしてるような、そんなふうに感じて。僕は後から入ったっていうのもあったけど、もっと突き詰めたかった。まぁ、その時は若かったんで、妥協できなくなっちゃった。話も合わなくなってきちゃうし、曲作ってても俺だけ違うアプローチをしちゃったり、そんな中で、だんだんメンバー間で距離が出来るのを感じてたし。誰が悪いってわけでもないんだけど…」「僕以外のメンバーも、違和感を感じてたと思うんですけどね、音楽的な部分でも。何であの曲にあんなドラムのパターンをつけるんだ、って。もうちょっとシンプルなドラム付けてくれればシングルになるのに！とか。（中略）でも、僕はその頃そういうのがイヤだったから」と述べており、他のメンバーとの間で音楽性の面で隔たりが生じていたと振り返っている。ただ、脱退後もZI:KILLとして活動していた時期を否定的に捉えておらず、後年yukihiroは「（自分がいた）その頃のZI:KILLは、色んな音楽の要素を混ぜ合わせてたと思うんですよ。でも、真ん中に柱としてあるのは、僕の解釈ではアンダーグラウンドのもので。そういう空気とか匂いがすごいカッコいいと思ったし。例えば、色んな楽器へのアプローチにしても、普通そうしないだろっていうことをいっぱいやってたんです、彼らは」と述べている。余談だが、後年yukihiroはZI:KILLのメンバーであるTUSKとKENとともに、"THE戒厳令"名義でシンガーソングライター、SIONのトリビュートアルバム『SION Tribute Ain't Nothing You Can Do』に参加している。そのため、噂されるような不和は現在ないと考えられる。
こうしてZI:KILLから脱退することになったyukihiroだが、脱退が決まった途端、レコード会社の人間に無視されるようになり、初めて訪れた海外で単身放り出されることになってしまう。

### DIE IN CRIES加入・解散 - ソロワークスの始動
1990年12月にZI:KILLを脱退した後、ロンドンに残ることにしたyukihiroは、現地の通訳と色々な場所に出かけていたという。そしてyukihiroは、ロンドンからD'ERLANGERを解散したばかりのKYOに電話をする。これを機に、新たなバンドを結成する方向へと進んでいくことになる。
まず、yukihiroは1991年に室姫深（ex.THE MAD CAPSULE MARKET'S）と音楽ユニット、OPTIC NERVEを結成し、同年9月10日にアルバム『OPTIC NERVE ABSTRACTION』を発表する。この作品は、当時yukihiroが目指していた「打ち込みとの同期を採り入れた音楽」を志向した仕上がりになっており、エレクトロニック・ボディ・ミュージックに傾倒した楽曲や、バンドサウンドとテクノロジーを融合させたような楽曲が収録されることになった。また、この作品のレコーディングにはエレクトロ・ミュージックに精通する面々を招聘しており、小西健司（4-D、ex.P-MODEL）やTAKA（山口貴徳）、エンジニアの杉山勇司や百々政幸らが制作に参加した。
一方、KYOはソロプロジェクトとして、1991年8月10日にDIE IN CRIESを始動し、OPTIC NERVEの2人が制作に参加したアルバム『NOTHINGNESS TO REVOLUTION』を発表する。このアルバムリリース後、OPTIC NERVEの2人とベーシストのTAKASHIを加え、新たにバンドとしてDIE IN CRIESの活動を進めていく。そして翌1992年3月11日に、アルバム『VISAGE』でメジャーデビューを果たす。以降、DIE IN CRIESとしてスタジオ・アルバム4作品（前述の1991年のアルバムを含めると計5作品）、シングル7作品をリリースする。なお、これは余談だが、yukihiroはDIE IN CRIESとしての活動を本格的に始める前の1991年初めごろに、ROSEN KREUZというバンドでサポートドラマーを務めていたことがある。ただ、yukihiroは1年未満でこのバンドのサポートから抜けており、後任にはのちに室姫が在籍したBLOODY IMITATION SOCIETYや、hydeが結成したVAMPSでドラマーを務めたArimatsuが入っている。
DIE IN CRIESの活動は順調に進んでいき、日本の代表的な会場である日本武道館にも立てるようになっていったが、楽曲制作の場において外部の力が強くなってきたことに不満が募り始め、そこから音楽性の違いなどが生まれ、1995年7月2日に東京ベイNKホールで行うライヴ「LAST LIVE」をもってバンドを解散させることになった。後年yukihiroは2006年に受けたインタビューの中で、DIE IN CRIESの活動を振り返り「DIE IN CRIESはカッコいいことやってたと思うけどね。ああいうバンドいなかったでしょう。今でなら同期モノなんか当たり前みたいな考え方があるけど、あの頃はほんとにいなかったから。バンド4人いて、さらに打ち込みの音もちゃんと鳴らして、それもひとつの要素として必要不可欠なものだって存在してるバンドは少なかったと思う。最後のアルバム（注：『Seeds』）出して納得できたかな」と述べている。なお、DIE IN CRIESで活動するにあたり所属することになった事務所は、L'Arc〜en〜Cielも在籍していたデンジャークルーであり、これが後にドラマーを探していたL'Arc〜en〜Cielに誘われるきっかけとなる。
1995年にDIE IN CRIESを解散した後はソロ活動を開始し、同年8月19日にソロ名義で日清パワーステーションにおいて、DJ&ライヴイベント「case in Water 〜invitation from yukihiro〜」を開催。このイベントは、前半がyukihiroによる＜DJタイム＞、後半がソロ名義で制作した楽曲を生で披露する＜ライヴタイム＞という2部構成になっており、DJタイムではアート・オブ・ノイズのリミックス盤やマッシヴ・アタック、トリッキーなどのダンス・ミュージックのレコードがかけられている。なお、このイベントの模様の一部は、1995年11月21日に発表したライヴビデオ&ライヴアルバム『「8.13」LIVE AT NISSIN POWER STATION '95.8.13』に収録されている。
ちなみに、yukihiro曰く、DIE IN CRIESが解散した後、新たなバンドを結成すべくメンバー探しも行っていたという。そのバンドは、鮎貝健をボーカルにした編成となる予定だったが、形にならずに実現しないまま終わってしまう。他にも、女性ボーカルを据えたバンドを動かしていたこともあったという。
また、この時期はソロ活動の傍ら、飯島直子の2枚目のシングル「Change my mind」のレコーディングにドラマーとして参加したり、大友康平のバックバンドドラマーとしても活動を行っている。ちなみに飯島直子のレコーディングに参加したのは、後藤次利（ex.サディスティック・ミカ・バンド、ex.サディスティックス）がドラマーを探していたことがきっかけだったといい、後年yukihiroは「1回やったらちょっと気に入ってくれたみたいで、何度か（仕事の）話振ってくれましたね」と述懐している。さらに1996年1月24日には、THE MAD CAPSULE MARKETSのアルバム『4 PLUGS』の制作にプログラミングで参加。1997年8月26日には、hide（X JAPAN、zilch）が都内のクラブ複数店舗を貸切って企画したイベント「MIX LEMONed JELLY」にDJとして参加している。
ただ、DIE IN CRIESの解散後しばらくは、音楽以外の仕事を一切行わなかったこともあり、貯金が尽きかけギリギリの生活が続いていたという。そのため、デンジャー・クルーのギターテックの家に居候させてもらう生活を一年ほど続けていた。後年yukihiroは、この時期を振り返り「僕は（音楽以外の）仕事したらダメだと思ったんですよ（笑）。で、どうしようってなったときに"じゃ、居候していいよ"って人が出てきてくれて…ダメな人間だなぁ（笑）」と述懐している。

### L'Arc〜en〜Ciel加入、様々なバンド・プロジェクトでの活動 - 現在
yukihiroがソロアーティストあるいはバックバンドドラマーとして活動している中、1997年2月24日に、所属事務所の後輩にあたるL'Arc〜en〜Cielにおいてドラマーを務めるsakuraが、覚醒剤取締法違反により逮捕されてしまう。この逮捕を受け、ドラマー不在となった同バンドから、サポートドラマーとしてyukihiroに声がかかることになる。後年yukihiroは、この時期のL'Arc〜en〜Cielを外から見ていた印象について「同じ事務所だし、知らないわけないじゃないですか。だから、大変そうだよなぁ、とは思ってて」と述懐している。
そしてhyde、ken、tetsuyaの3人体制になったL'Arc〜en〜Cielが久々に発表するシングル「虹」のレコーディングで、yukihiroがドラムを担当することになった。なお、このシングルのカップリングには、ホワイト・ファンクのようなギターが印象的な明るいダンサンブルな楽曲「THE GHOST IN MY ROOM」が収録されているが、yukihiroはこの曲の制作で自身が好むブレイクビーツを採り入れたアレンジを施している。ただ、ブレイクビーツを手掛けたyukihiro自身、とまどいがあったようで、「"こんなこと俺やっていいのかな"とか思いながらやってたんですけど、メンバーでもないのに」と感じていたという。
前述のシングルを発表した直後からyukihiroは、L'Arc〜en〜Cielの変名バンド、"the Zombies（読み：ザ・ゾンビーズ）"が1997年12月に開催したライヴツアー、さらに同年12月23日に東京ドームで実施されたL'Arc〜en〜Cielの復活ライヴ「1997 REINCARNATION」にサポートドラマーとして参加する。そして翌1998年1月1日付けで、L'Arc〜en〜Cielへドラマーとして正式加入することになった。
ドラマーが、"即興的かつロジカルなリズム&グルーヴを生むドラムプレイ"が特徴的なsakuraから、"緻密かつタイトで、マシーン・ビートとの同期も好んだドラムプレイ"が特徴的なyukihiroに代わったことにより、L'Arc〜en〜Cielのサウンドに変化が生まれている。また、yukihiroが加入して以降、L'Arc〜en〜Cielにおいて、打ち込みによるサウンドとバンドサウンドを同期させた楽曲のアレンジが多くなっている。ちなみにyukihiroは、加入直後に制作したL'Arc〜en〜Cielの5thアルバム『HEART』に関するインタビューの中で「自分自身としては、できる限りのことはやりました。前のラルクと違うと思われるのは、当たり前だと思うから。自分もそういう経験をしてきたし、その時にはやっぱり"違うバンドになっちゃった"と思った人もいたし。でもそれは当然だと思うんですよね。ただ、違うなって思われるのはいいんだけど、カッコ悪くなったと思われるのはいやですから、そこにもプレッシャーはあった」「今まで自分がやった中で手応えがあったアルバムは、ZI:KILLのインディーズの時のアルバム（『CLOSE DANCE』）と、DIE IN CRIESの最後のアルバム（『Seeds』）と、今度のラルクのアルバム（『HEART』）です」と語っている。（その後の活動の詳細は『L'Arc〜en〜Cielの頁』を参照）
L'Arc〜en〜Cielとしての活動が、yukihiro加入後約3年半ほど続いたころ、2001年半ばあたりから、メンバーがそれぞれソロワークスを始めるようになる。このタイミングでyukihiroは、新たなソロプロジェクト、acid androidを始動している。ソロ活動を再開した当初は、yukihiro名義でPlayStation 2用ゲームソフト『デビルメイクライ』に提供した楽曲を表題曲にしたシングル「ring the noise」をリリースしたが、2001年11月19日に開催したワンマンライヴ「acid android act in november」で、acid android名義による初公演を実施。この公演以降、バンド活動と並行しながら現在までプロジェクトを進めており、yukihiroが長らく嗜好してきたインダストリアルやヘヴィロックの要素の他、シューゲイザーやチルアウト、近年ではニュー・ウェイヴやシンセポップの雰囲気を内包した楽曲を発表している。なお、acid androidは2006年、2017年に海外での公演を実施しており、これまでに上海と台北でライヴを開催したことがある。（その後の活動の詳細は『acid androidの頁』を参照）
また、2012年にyukihiroは、acid androidのレコーディングに参加したことがある百々和宏（MO'SOME TONEBENDER）と、345（凛として時雨）に声を掛け、新たなスリーピースバンドを結成している。そして、2012年8月16日に行われたacid android主催のDJ&ライヴイベント「acid android in an alcove vol.5」で、バンド名を明かさないまま初ライヴを行っている。その後、翌月の同年9月にバンド名、geek sleep sheepを発表し、新たなバンドを本格的に始動している。なお、geek sleep sheepは、2012年にL'Arc〜en〜Cielが開催したライヴツアー「20th L'Anniversary WORLD TOUR 2012 THE FINAL」の日産スタジアム公演終了後、yukihiro主導により楽屋で企画がまとまったものだという。前述のライヴツアー以降、当面の間L'Arc〜en〜Cielの活動予定がなく、yukihiroに「"ドラマーとして何かに参加する"じゃなくて、"バンドでドラムを叩きたい"」という思いがあったことから、新たなバンド結成に至ったという。geek sleep sheepの楽曲は、1990年代のオルタナティヴ・ロックやグランジ、シューゲイザーから影響を受けたものが多いが、本人達は一つの音楽性に拘っているわけではないようで、メンバーそれぞれの個性を生かした独自のサウンドを鳴らしている。余談だが、オリジナル楽曲が少なかった活動初期には、ライヴのセットリストに洋楽のカバーを組み込むことが多く、これまでにレディオヘッドやストロベリー・スウィッチブレイド、スマッシング・パンプキンズ、マンサンといった様々なジャンルのアーティストの楽曲を演奏していた。（その後の活動の詳細は『geek sleep sheepの頁』を参照）
さらに、2021年には、京（DIR EN GREY）が主導し結成したバンド、Petit Brabanconに参加している。このバンドには、京とyukihiroに加え、ミヤ（MUCC）、antz（Tokyo Shoegazer）、高松浩史（THE NOVEMBERS）がメンバーとして参加しており、antzと高松に関してはyukihiroの推薦により加入している。そして、同年12月27日に日本武道館で行われた所属事務所主催のライヴイベント「JACK IN THE BOX 2021」でPetit Brabanconとして初ステージに立っている。なお、バンド結成の背景には、京からyukihiroに対するアプローチがあったという。京は結成直後に受けたインタビューの中で、バンド結成の経緯について「ZI:KILLのときからyukihiroさんがすごい好きで、ドラマーとして一番好きじゃないのかなというぐらい。DIR EN GREYのライブをyukihiroさんが観に来てくれたりもしていたので、何回か話したこともあったんです。それで、新しいバンドをやるならやっぱ一番にyukihiroさんとやりたいと」と述べている。なお、このバンドではオルタナティヴ・メタルやニュー・メタルなど、京が「トゲトゲしているもの」と表現するような音源が多く制作されている。（その後の活動の詳細は『Petit Brabanconの頁』を参照）
また、1998年にL'Arc〜en〜Cielへ加入して以降も、他のバンドのレコーディングや、ライヴサポートに時折参加している。2002年には上領亘（ex.GRASS VALLEY、ex.P-MODEL）と白石元久が結成した音楽プロジェクト、CROWが開催したライヴ「Surround Space Perception」にゲストドラマーとして出演している。さらに、2016年1月には今井寿（BUCK-TICK）と藤井麻輝（SUILEN、ex.minus(-)、ex.SOFT BALLET）による音楽ユニット、SCHAFTが発表したアルバム『ULTRA』および『Deeper and Down』のレコーディングにドラマーとして参加し、同年に開催されたライヴツアー「TOUR ULTRA -The Loud Engine-」に上田剛士（AA=、ex.THE MAD CAPSULE MARKETS）、YOW-ROW（GARI）とともにサポートメンバーとして同行している。他にも2020年には、THE NOVEMBERSが発表したアルバム『At The Beginning』の制作にシーケンスサウンドデザイン、プログラミングで参加している。
ちなみにyukihiroは、かつて音楽雑誌『音楽と人』で「yukihiro牛乳」と題したコラムを担当していたことがある。このコラムの番外編として、2014年5月23日に単行本『yukihiro milk another story』が発表されている。この本には、yukihiroがセレクトしたフェイバリットアルバム100枚のリストの他、ken（L'Arc〜en〜Ciel）やShinya（DIR EN GREY）、百々和宏（MO'SOME TONEBENDER、geek sleep sheep）、345（凛として時雨、geek sleep sheep）、ミヤ（MUCC）、ヤノマサシ（POLYSICS）、山口大吾（People In The Box）、KENT（Lillies and Remains）、小林祐介（THE NOVEMBERS、THE SPELLBOUND）といった親交のあるアーティストたちとの対談が掲載されている。また、yukihiroは2011年に、自身の音楽活動の歴史を振り返る写真集&証言集『beautiful days』を完全受注生産で発表している。さらに、yukihiroは2012年から2014年まで、音楽雑誌『サウンド&レコーディング・マガジン』で「oscillator lover」と題し、シンセサイザーに関するコラムを書いていた。なお、同雑誌の2015年5・6月号からは、「oscillator lovers by yukihiro」と題した、"さまざまなクリエイターをゲストに招き、1つのテーマについてじっくりと対談する"という不定期連載に移行している。

### バンド・ユニット・ソロワークス遍歴
(※) 太字はバンドもしくはユニット。正式メンバーとして参加していないROSEN KREUZ、SCHAFTなどのバンドに関しては除外。
- GUERRILLA
- ZI:KILL （1989年 - 1990年）
- OPTIC NERVE （1991年）
- DIE IN CRIES （1991年 - 1995年）
- yukihiro （1995年、2001年）
- L'Arc〜en〜Ciel （1998年 - 現在）
  - P'UNK〜EN〜CIEL （2004年 - 2012年）
- acid android（2001年 - 現在）
- geek sleep sheep （2012年 - 現在）
- Petit Brabancon （2021年 - 現在）

## 音楽性

### パート
1989年に加入したZI:KILLでは、メンバーとして2作のアルバム制作及びライヴに、本職のドラムで参加していたが、1991年に室姫深（ex.THE MAD CAPSULE MARKET'S）と結成した音楽ユニット、OPTIC NERVEで発表したアルバム『OPTIC NERVE ABSTRACTION』では、初めてボーカルを担当している。なお、このアルバムでは、本職であるドラムとパーカッションの他、シンセサイザーや、サンプラーを使ったプログラミング、そして一部の楽曲ではギターも演奏している。そして、OPTIC NERVEの作品を発表した直後に加入したDIE IN CRIESにおいても同様に、ドラム、シンセサイザー、プログラミングを担当している。
1998年に加入したL'Arc〜en〜Cielでも上記バンドの頃から引き続き、ドラムやパーカッションだけでなく、楽曲によってはギターやキーボード、シンセサイザー、サンプリング、プログラミングをレコーディングで担当している。他にも、タンバリンやシェイカーをレコーディングで扱っている。さらに、2004年に始動したL'Arc〜en〜Cielのパートチェンジバンド、P'UNK〜EN〜CIELではYUKI P'UNK名義でベースを担当している。ちなみに2012年に結成したgeek sleep sheepおよび、2021年に結成したPetit Brabanconでも、ドラムを本職としながら様々な楽器・機材を扱っている。
なお、前述のOPTIC NERVEや、後述の1995年に開催したソロイベント、そして2001年に始動したソロプロジェクト、acid androidでボーカルを担当しているが、バンド名義の活動においては基本的にボーカルを担当していない。L'Arc〜en〜Cielの前ドラマーであるsakuraがドラムセットの前にマイクを置いていたため、対照的なスタイルとなっている。ただ、2003年に開催されたライヴ「Shibuya Seven days 2003」において、自身が作曲を担当した「trick」をhyde、ken、tetsuyaとともに、ギターを演奏しながらマイクスタンドの前で歌唱しており、以後のL'Arc〜en〜Cielのライヴでも自作曲のボーカルを一部担当することが増えている。ちなみにyukihiroは、2004年に発表したアルバム『SMILE』に収録された「REVELATION」のレコーディングで、初めてL'Arc〜en〜Cielとしてコーラス録りを行っている。
さらにyukihiroは、1995年にyukihiro名義で開催したDJ&ライヴイベント「case in Water 〜invitation from yukihiro〜」以降、自身もしくは他のアーティストが主催するイベントにおいて、ディスクジョッキーとしてもステージに立つようになっている。yukihiroは、自身のDJプレイについて「僕のDJは、自分が最近好きな曲とか、今日はこんな気分のセットリストがいいんじゃないかなぁみたいなので…本当に曲をかけてるだけなんです。あんまりその、スクラッチとかはやってないので…」と述べている。ちなみにyukihiroは、DJをする際、自身が収集しているレコードをかけることを基本としている。なお、yukihiroは、1999年に発表したL'Arc〜en〜Cielのアルバム『ark』に収録された自作曲の「Cradle」の制作で、ターンテーブルを担当している。他には、2005年発表の同バンドのアルバム『AWAKE』収録された「AS ONE」の制作において、yukihiroがDJとしてスクラッチ音を入れており、L'Arc〜en〜Cielの楽曲のいくつかで、yukihiroの嗜好の一部を垣間見ることができる。
2001年から活動を開始したソロプロジェクト、acid androidでは、ほぼすべての楽曲の作詞・作曲、そして全作品のプロデュースを自らの手で行っている。また、アルバム『acid android』『faults』『GARDEN』では、すべての楽曲のミキシングを自身が単独で行っている。ちなみに、2000年に発表されたL'Arc〜en〜Cielのリミックスアルバム『ectomorphed works』でも、すべてのミックス作業をyukihiroが単独で行っている。
他には、1996年に参加したTHE MAD CAPSULE MARKET'Sのアルバム制作でプログラミングを担当。2019年に発表されたロックバンド、GRASS VALLEYの復刻アルバムボックス『Original Album Remastered Edition Box』で、リマスタリング作業の監修を実施。2020年にはTHE NOVEMBERSのアルバム制作に参加し、シーケンスサウンドデザインとプログラミングを行っている。

### 楽曲制作
1989年に加入したZI:KILLではドラマーとして楽曲制作に関わっていたが、1991年に音楽ユニット、OPTIC NERVEを結成した頃から作詞・作曲も自身で行うようになっている。OPTIC NERVEでは室姫深（ex.THE MAD CAPSULE MARKET'S）とyukihiroがそれぞれ自作曲を持ち寄っており、yukihiroは「ABSTRACTION」「RED MOON」などの楽曲を手掛けている。ちなみにyukihiroが作曲を行うようになったのは、自身の尊敬するドラマー、上領亘（ex.GRASS VALLEY、ex.P-MODEL）から「ドラマーでも曲を書いた方がいい」というアドバイスをもらったことがきっかけだったという。後年yukihiroは、このユニットのコンセプトについて「OPTIC NERVEは、純粋にエレクトリック・ボディ・ビートと呼ばれている音楽と、当時のジーザス・ジョーンズなどに代表されるようなロック・バンドにテクノロジーを持ち込んで融合させる試みのふたつを、実験的にやってみたくて組んだユニットでした」と音楽誌のインタビューで述べている。その後、OPTIC NERVEの活動から地続きで、室姫とともにDIE IN CRIESへ加入しているが、このバンドではKYOや室姫がメインソングライターを務めていた。ただ、いくつかの楽曲でyukihiroが作曲を担当しており、「Die of Cold」「Eroto・manie」のようなインストゥルメンタルや、他メンバーとの共作曲「慈悲の椅子」「If…」を手掛けている。他にも、1995年にDIE IN CRIESで名義で発表したリミックスアルバム『re-make』において、yukihiroが全曲リミックスを行っている。
DIE IN CRIESの活動に区切りをつけた後に始めた、1995年からのソロ名義での活動では、バンド活動の中で自身が作りためていた楽曲を含め、様々な音源がライヴで披露されている。この時期のソロ名義の音源は、アンビエントな質感のある「CLOSED SPACE」や、エスノやジャングルの要素を含んだ「Controled Circles」など、当時yukihiroが好んでいた音楽の雰囲気を内包したようなものが多い。なお、これらのライヴテイクは1995年11月21日発表のライヴビデオ&ライヴアルバム『「8.13」LIVE AT NISSIN POWER STATION '95.8.13』に収録されている。
1998年に加入したL'Arc〜en〜Cielでは、"メンバー全員がソングライター"というバンドスタイルを採っていることもあり、他のメンバーと比較すると数は少ないものの、1999年発表の『ark』『ray』以降にリリースしたすべてのスタジオ・アルバムに、自身が作曲した楽曲が収録されている。L'Arc〜en〜Cielでソングライティングを行うことに関し、yukihiroは2004年に受けた音楽雑誌『ROCKIN'ON JAPAN』のインタビューで「"みんな書くから書かなきゃなあ"」と思っていたと述べている。一方で、yukihiroは同誌のインタビューで「他のバンドとかでダメって言われてた曲がアルバムに入って嬉しかった」とも示唆している。そして現在までに、様々なサンプリング音を採り入れたオカルティックでダークなナンバーの「a swell in the sun」や、トリップ・ホップの要素やインダストリアルなギターサウンドが採り入れられた「L'heure」、不穏なストリングス・サウンドが印象的なインストゥルメンタル「hole」といった、以前に在籍していたバンドで採用されなかった曲やソロ用で温めていた曲が、L'Arc〜en〜Cielの作品として音源化されている。
また、L'Arc〜en〜Cielでyukihiroが作曲を手掛けた楽曲には、「New World」や「trick」「get out from the shell」に代表されるように、ハウスやブレイクビーツなどを下敷きにしたマシーン・ビートとバンドサウンドを同期させたプレイを採り入れたものが多くある。他にも、yukihiro作曲の楽曲の特徴として、ブリストル・サウンドを意識し制作された「Cradle」や、ポストパンク・リバイバルを受けて制作された「spiral」など、海外のムーブメントからの影響を受けて作られたものが多いことがあげられる。また、1998年から2000年の間に発表されたほぼすべてのL'Arc〜en〜Cielのシングルのカップリングには、yukihiroの手によるリミックス音源が収録されており、2000年に集大成としてリミックスアルバム『ectomorphed works』が発表されている。このアルバムは、yukihiroがマンチェスター・ムーブメントに憧れていたこともあり、L'Arc〜en〜Cielの楽曲をハウスなどのダンス・ミュージックに再構築した楽曲が収められており、ダブの要素が感じられる「真実と幻想と [out of the reality mix #2]」や、スロウなハウスにミックスし直した「metropolis [android goes to be a deep sleep mix]」などが収録されている。他にも、2016年には、自作曲「Cradle」をアンビエント／チルアウトの雰囲気でリアレンジした「Cradle -L'Acoustic version-」がシングルのカップリングとして発表されている。さらにyukihiroは、他のメンバーが作曲した楽曲の打ち込みによるアレンジを担当することも多く、「winter fall」（ken作曲）、「SEVENTH HEAVEN」（hyde作曲）、「AS ONE」（hyde作曲）などでサウンドデザインを行っている。
なお、yukihiroがL'Arc〜en〜Cielとして楽曲を作曲する際は、原曲を提示した後に他のメンバーと共同でメロディ制作やアレンジを行うこともある。例えば、「New World」ではサビをhydeが制作しているため共作としてクレジットされていたり、「REVELATION」ではメロディの制作をhydeが行っている。また、ポストロックを意識し制作された「shade of season」では、kenと共同でアレンジ作業を実施している。ちなみにyukihiroは、L'Arc〜en〜Cielに加入してから初めて、歌メロから作曲することも始めたと、1999年に受けたインタビューで述べている。
一方、2001年から開始したソロプロジェクト、acid androidにおける楽曲制作では、自身が所有するギターやアナログ・シンセサイザー、サンプラーを駆使し、ギターリフあるいは採り入れたい音色、サンプリングから作り始めることが多い。特にacid androidの活動初期の頃は、「intertwine」「enmity」「imagining noises」などに代表されるように、ラウドなギターリフとグルーヴィーなマシーン・ビートを融合したインダストリアルなサウンドを追求したり、「switch」のようなテクノ・サウンドを採り入れた楽曲が発表されている。ただ、2006年に発表した2ndアルバム『purification』の頃からは、曲を作るうえで歌メロも意識し始めたといい、「let's dance」や「chill」「daze」など、ヘヴィかつメロディアスな楽曲が増えてきている。他にも、acid androidでは、トニ・ハリディ（カーヴ）とのコラボレーションソング「faults feat.toni halliday」や、yukihiroなりにシューゲイザーを解釈しフルカワミキ（LAMA、ex.SUPERCAR）と百々和宏（MO'SOME TONEBENDER）を迎え制作された「swallowtail」、チルアウトの雰囲気を内包した「a lull in the rain」や「a moon tonight」など様々な楽曲を手掛けている。yukihiroは2006年に受けたインタビューにおいて、acid androidの音楽性に関し、「インダストリアルだけじゃなくて、マイブラ（マイ・ブラッディ・ヴァレンタイン）みたいなシューゲイザー系のこだわりもあるし、あとゴスのこだわりもあるし、そういうこだわりも同じくらいある」「インダストリアル大好きです、っていう公言はしてましたけど（笑）。でもacid androidはインダストリアルやるんです、っていう存在ではない。そう自分では思ってました」と語っている。そして、2017年に発表したアルバム『GARDEN』以降は音楽性が大きく変わり、「roses」や「ashes」のような、バンドサウンドよりもシーケンスの音色を主体とした、1980年代のニューウェイヴやシンセポップ、エレクトロ・ポップを意識した楽曲を発表するようになっている。また、2023年には、デペッシュ・モードが1984年に発表したアルバム『サム・グレート・リウォード』に収録された楽曲「ピープル・アー・ピープル」の金属音をサンプリングした楽曲「idea」がリリースされている。
2012年に始動したスリーピースバンド、geek sleep sheepでは、バンドメンバーの百々和宏（MO'SOME TONEBENDER）がメインソングライターを務めているため、yukihiroと345（凛として時雨）がコンポーザーを務めた楽曲は数曲となっている。なお、yukihiroは現在までに「Last Scene」「lost song」「kakurenbo」の3曲を作曲している。また、2021年に京（DIR EN GREY）が主導し結成したバンド、Petit Brabanconでは、ミヤ（MUCC）やantz（Tokyo Shoegazer）がメインで作曲を行っている。ただ、yukihiroも自身が作曲した楽曲をいくつか提供しており、リチュアルなインストゥルメンタル「mind-blow」や、ヘヴィなギターリフに加え、打ち込みのリズム・シンセベースと生楽器の融合が印象的な「come to a screaming halt」、自身が所有するハードのアナログシンセを駆使したヘヴィかつダンサンブルな楽曲「surely」などを手掛けている。
yukihiroは、自身の楽曲制作の姿勢について「自分は感情を曲で表現しようというのはあんまりないんですよね。ただ格好良い音を純粋に出したいし、それが聴きたいんです。例えばディストーションのギターを聴きたいならどういう音にすればいいのか、ドラムの音やベースの音をどういじれば最大限の効果を出せるのかっていうほうに興味があるんですよ。設計に近い感じですね」と述べている。また、yukihiroは2019年のインタビューで、楽曲制作で意識していることのひとつについて「リズム周りはもちろんですけど、一時期、音楽のジャンルというか種類はリズムで決まるんじゃないかと感じてました。今もそこは意識しますね。こういう音色にしたら、音楽を聴く人はこういうジャンルだっていうことを想像するんじゃないかなとか」と述べている。ちなみに、小林祐介（THE NOVEMBERS、THE SPELLBOUND）は、yukihiroが作る楽曲の印象について「音の世界観、インダストリアルやニューウェイヴなどを通ったようなセンスが今の自分にもピッタリきます」と語っている。

### 音楽ルーツ・音楽的嗜好
主に1970年代後半から1980年代に隆盛だったニューウェイヴやポストパンク、1990年代以降のオルタナティヴ・ロックやシューゲイザー、インディー・ロック、他にはインダストリアル、エレクトロニック・ボディ・ミュージック、エレクトロ・ポップ、テクノ、ハウスなどのクラブ・ミュージックに寄った音楽を好んで聴いており、自身が制作する楽曲もこれらの影響を受けている。
自身の音楽の原体験として、yukihiroは一風堂の楽曲「すみれ September Love」をあげており、同バンドがこの曲をテレビで披露している姿を見たことがきっかけで音楽に興味を持ったという。ちなみにyukihiroが初めて買ったレコードも、前記のバンドの同シングルだったという。なお、一風堂でボーカル兼ギターを担当していた土屋昌巳とは、2016年に自身が企画したイベントで「ウォーキング・イン・マイ・シューズ」や「ネヴァー・レット・ミー・ダウン・アゲイン」など、デペッシュ・モードの楽曲5曲をセッションしており、同年に対談も行っている。また、小・中学生の頃はMTVなどが発表するヒットチャートにランクインしていた音楽をよく聴いていたといい、ジャパンやデュラン・デュランなどを好んでいたという。
バンドを始めた高校生の頃からは、当時ブームだったヘヴィ・メタルからの影響もあり、LOUDNESSや44MAGNUM、EARTHSHAKER、DEAD ENDといった、日本のインディーメタルシーンにいるバンドを聴き始めたという。そして前述のメタルバンドを聴いていく中で、スラッシュ・メタルであったり、GASTUNKやGAUZEのようなハードコア・バンドに興味が移り、こういったバンドのカバーバンドをやるようになったという。その後、ニューウェイヴやポストパンク、ゴシック・ロックにのめり込んでいくことになる。この当時聴いていた、いわゆるニューウェイヴあるいはポストパンクと言われていたアーティストでは、デペッシュ・モードやザ・キュアー、ジョイ・ディヴィジョン、バウハウス、トーキング・ヘッズ、エコー&ザ・バニーメン、U2などを好んで聴いていたという。特に、デペッシュ・モードは、現在も新譜を追っているほどフェイバリットのようで、自身がacid android名義で開催するDJ&ライヴイベントにおいて、DJとして頻繁に同バンドの楽曲をフロアでかけている。また、yukihiroは2017年に同バンドが行うライヴを観るため、ドイツ・ベルリンのオリンピアシュタディオン会場に足を運んでいる。
そして20歳頃には、東京・新宿にあるUK EDISONというレコード店へ頻繁に赴き、アンダーグラウンドシーンの情報を集めていたという。後年yukihiroはこの当時を振り返り「新宿エジソン（当時パンク／ニューウェイヴの聖地として知られていたレコード屋）で＜ボディー・ミュージック＞と書いてあれば何でも買ってましたね。そうやって聴いていた音楽をどうやってバンドに採り入れるかをいろいろ試行錯誤してました」と語っている。なお、のちに傾倒していくことになるインダストリアル・ミュージックもレコード店で知ったという。ちなみに、yukihiroは音楽誌のインタビューなどで、自身がインダストリアルに目覚めるきっかけになったアーティストとしてミニストリーの名前を頻繁にあげており、「（ミニストリーを）聴いてすぐにサンプラーを買いに行った」とその影響を述懐している。
また、この当時のインタストリアル・ミュージックに該当されるようなアーティストではミニストリーの他に、ニッツァー・エブやフロント 242、フロント・ライン・アッセンブリー、アインシュテュルツェンデ・ノイバウテンなどを聴いていたという。さらにこの頃からアンビエント・ミュージックやチルアウトといったジャンルの音楽も好んで聴くようになり、KLFやアート・オブ・ノイズなどを愛聴していた。なお、2006年にyukihiroがacid androidとして発表したアルバム『purification』に収録された「a lull in the rain」は、DIE IN CRIES在籍時に前述のチルアウトというジャンルに感化され、当時自身が制作していた音源が元ネタになっている。ちなみにこの当時出てきた日本のアーティストでは、BUCK-TICKやSOFT BALLET、GRASS VALLEYといったバンドを好んで聴いていたという。余談だが、前記の日本の3バンドに在籍する一部のメンバーとは、後年に共演を果たしている。
他にも、yukihiroは1980年代後半から1990年初頭にかけて流行したマンチェスター・ムーブメントから大きな影響を受けており、このムーブメントに憧れてリミックスを始めるようになったという。このジャンルのアーティストでは、ムーブメントの代表格であるザ・ストーン・ローゼズの他、ハッピー・マンデーズや808ステイトなどをフェイバリットとしてあげている。なお、yukihiroは現在までに、自身がリミキサーを担当したアルバムを2作発表しており、DIE IN CRIES在籍時の1995年に『re-make』、2000年にL'Arc〜en〜Cielの作品として『ectomorphed works』をリリースしている。また、ブリストルで生まれたトリップ・ホップも好んでおり、マッシヴ・アタックやトリッキー、ポーティスヘッドなどの楽曲を、自身が企画するDJ&ライヴイベントでDJとしてフロアで頻繁にかけている。
1990年代には、ナイン・インチ・ネイルズやピッチシフター、ケミカル・ブラザーズ、アンダーワールド、ミート・ビート・マニフェスト、オウテカ、オービタルなどのエレクトロニカやインダストリアル色の強いアーティストであったり、プライマル・スクリームやジーザス&メリーチェイン、レディオヘッド、ピクシーズ、ジーザス・ジョーンズ、レッド・ホット・チリ・ペッパーズ、スリント、ニルヴァーナ、スマッシング・パンプキンズ、ザ・ヴァーヴ、デフトーンズ、トゥール、カーヴ、プロディジー、レイジ・アゲインスト・ザ・マシーン、コーン、ミシェル・ンデゲオチェロ、マンサン、ロニ・サイズ・レプラゼントといったバンド・アーティストを好んで聴いていた。なお、レディオヘッドに関しては、ライヴ鑑賞に訪れた際にグッズ売り場で購入したポスターを、額縁に入れて家に飾っていたほどである。また、yukihiroは、acid android名義で発表した1stミニアルバム『faults』収録の「faults feat.toni halliday」の制作で、カーヴのボーカル、ギターであるトニ・ハリディとコラボしている。さらに、他のジャンルでは、ガリアーノやシャーデー、ヤング・ディサイプルズ、マザー・アースなどのアシッド・ジャズあるいはジャズの要素を含んだポップスも好んで聴いている。
2000年代・2010年代以降では、アークティック・モンキーズやア・パーフェクト・サークル、ヒアーズ・コレクティヴ、The 1975、ザ・エックス・エックス、イヴ・トゥモア、ウォーペイント、ナッシング・バット・シーヴス、ザ・ジャパニーズ・ハウス、ペール・ウェーヴス、ケリー・リー・オーウェンス、FKAツイッグス、イリース・トルウ、ザ・スマイル、ポピーなどを聴いているようで、これらアーティストの楽曲は、音楽ストリーミングサービスで自身が公開したプレイリストに組みこまれている。また、2010年に受けたインタビューでは、ルチアーノやグリンプスを好んでよく聴いていると述べていた。さらにyukihiroは、2023年に受けたインタビューで、若いアーティストが過去の音楽を再解釈して制作した楽曲について「こういう表現の仕方もあるんだなぁという、驚きというか発見みたいなものはありますね」と述べている。なお、yukihiroは同年に受けたインタビューで、好んで聴いているバンドとしてドライ・クリーニングとPVAの名前をあげている。
| ACID ANDROID'S PICKS（外部リンク） |
| --- |
| 1. スマッシング・パンプキンズ / 1979 2. マッシヴ・アタック / Protection 3. デペッシュ・モード / Enjoy The Silence 4. レディオヘッド / Paranoid Android 5. デヴィッド・ボウイ / Little Wonder 6. バウハウス / Telegram Sam 7. ジャパン / Quiet Life 8. ジョイ・ディヴィジョン / Love Will Tear Us Apart, 1995 Remastered Version 9. スージー・アンド・ザ・バンシーズ / Israel 10. アンクル / Rabbit In Your Headlights 11. デフトーンズ / Change (In The House Of Flies) 12. ポーティスヘッド / Glory Box 13. ザ・キュアー / Lullaby 14. ヤー・ヤー・ヤーズ / Maps 15. ザ・エックス・エックス / Say Something Loving 16. モトリー・クルー / Too Young To Fall In Love 17. チャーチズ / Clearest Blue 18. ザ・ホラーズ / Sheena Is A Parasite 19. マイ・ブラッディ・ヴァレンタイン / soon 20. ザ・フレーミング・リップス / Race For The Prize 21. ローリング・ストーンズ / Paint It, Black 22. ジェイムス・ブレイク / The Wilhelm Scream 23. フューチャー・アイランズ / Seasons (Waiting On You) 24. デペッシュ・モード / Everything Counts 25. ドライ・クリーニング / Unsmart Lady 26. イヴ・トゥモア / Heaven Surrounds Us Like a Hood 27. オウテカ / Gantz Graf 28. マジー・スター / Fade Into You 29. ケリー・リー・オーウェンス / On |

余談だが、yukihiroは"自分が好んで聴いている音楽"あるいは"自分が影響を受けた音楽"を自身のリスナーとシェアすることが多く、過去にはL'Arc〜en〜Cielが出演するラジオ番組『FLYING〜L'Arc〜ATTACK』内のコーナー「ユッキー's Power Play」において、様々な音楽を紹介していたことがある。同番組ではヴェルヴェット・アンダーグラウンドやデヴィッド・ボウイ、スリップノット、ハノイ・ロックス、マイ・ブラッディ・ヴァレンタイン、ザ・サンデイズ、ラーズ、モグワイ、ロウ、オーパスIIIなど、自宅にある様々なジャンルのアーティストの作品から、テーマに沿った楽曲やフェイバリット・ソングを紹介していた。また、2020年頃からは、ソロプロジェクト、acid android名義で開設した公式YouTubeアーティストチャンネルにおいて「ACID ANDROID'S PICKS」と題し、好きな音楽を紹介しており、ローリング・ストーンズやスージー・アンド・ザ・バンシーズ、ヤー・ヤー・ヤーズ、ザ・ホラーズ、チャーチズ、ジェイムス・ブレイク、フューチャー・アイランズなど、現在までに20アーティスト以上の楽曲が紹介されている。なお、L'Arc〜en〜Cielは2020年以降に開催したライヴにおいて、開演前に様々なアーティストの楽曲で構成されたプレイリストを会場内で流している。このプレイリストはメンバー4人それぞれが選曲したもので、公演終了後に音楽ストリーミングサービス上で公開されている（詳細は下記リンクを参照）。
ちなみに邦楽では、前述のBUCK-TICKやSOFT BALLETの他に、Corneliusやzilch、フィッシュマンズ、Original Love、ユナイテッド・フューチャー・オーガニゼイションなどを好んで聴いており、2014年に発行された単行本『yukihiro milk another story』の「yukihiro Album selection 101」というコーナーでこれらのアーティストのアルバムがピックアップされている。また、自身がメジャーレーベルでの活動を始めた後に出てきたアーティストでは、ACOやCocco、スガシカオ、椎名林檎、ASIAN KUNG-FU GENERATION、BUMP OF CHICKEN、FACTなども好んで聴いていたという。
なお、音楽を探す際にyukihiroは、好みのエンジニアあるいはプロデューサーがクレジットされているものを探して聴くことが多く、アラン・モルダーやテリー・デイト、ロス・ロビンソン、スティーヴ・アルビニなどが関わっていた作品に関しては、ほぼすべてを買い集めて聴いていたことがあったという。好みのレーベルから出る作品をまとめて聴くこともあり、yukihiroは1995年に受けた音楽雑誌のインタビューで「アーティスト単位でよりもレーベル単位で選ぶことが多いんですよ。レーベルで言うと最近はClean UpとかCup Of Teaとかがいいですね」と述べている。また、1990年代にはタッチ・アンド・ゴー・レコーズやアンフェタミン・レプタイル・レコードといった、米インディレーベルから出る作品も聴いていたという。ちなみにyukihiro曰く、近年は音楽ストリーミングサービスを使い、新しい音楽を探すことが多いという。そして特に気に入ったアーティストに関しては、ヴァイナルを買うこともあるという。
- L'Arc〜en〜Cielのライヴ開演前に流されたyukihiro選曲のオープニングBGMのプレイリスト一覧

2020年 - 『ARENA TOUR MMXX OPENING BGM』
2021年 - 『L'APPY BIRTHDAY! OPENING BGM』
2021年 - 『30th L'Anniversary TOUR OPENING BGM』
2022年 - 『30th L'Anniversary LIVE OPENING BGM』
- Petit Brabanconのライヴ開演前に流されたyukihiro選曲のオープニングBGMのプレイリスト一覧

2023年 - 『Petit Brabancon EXPLODE -01-』(Spotify)
2023年 - 『Petit Brabancon Tour 2023「INDENTED BITE MARK」』(Ver.01 - Spotify, Ver.02 - Spotify)

## acid android
acid androidは、2001年5月23日にL'Arc〜en〜Cielのファンクラブ会員限定の一環で、yukihiroがソロ名義で開催したDJイベント「acid android in an alcove」に端を発し始動したソロプロジェクトである。前記のイベント終了直後に、yukihiro名義でシングル「ring the noise」を発表しているが、2001年11月19日にacid android名義で初となるワンマンライヴ「acid android act in november」を新宿リキッドルームで開催。このワンマンライヴから、acid androidというプロジェクトが本格的に始まっている。翌2002年には、acid android名義として初のアルバム『acid android』をリリースし、現在に至るまでバンド活動と並行しながら、作品リリースとライヴ活動を続けている。なお、現在までにacid androidとして、アルバム8作品（内ミニアルバム2作、ボックスセット1作）、シングル8作品（yukihiro名義及び単曲配信含む）を発表している。
ちなみにアーティスト名は、プロジェクトを開始してしばらくは"acid android"と小文字表記だったが、2017年7月1日に大文字表記の"ACID ANDROID"に変更している。なお、yukihiro本人は、表記変更時に受けた音楽雑誌のインタビューにおいて「プロジェクトの表記は大文字、小文字表記のどちらを用いてもいいと思っている」「もちろんこだわっていますよ。大文字のフォントも一から作ってデザインしてますし。でも小文字でもいいんですよ。そこはお任せです」と述べている。
このプロジェクトでyukihiroは基本的にボーカルを務めており、楽曲によってギター、ドラム、プログラミング、ミキシングをレコーディングで担当している。なお、acid androidの楽曲は、yukihiroが昔から好んで聴いていたミニストリーやナイン・インチ・ネイルズに代表されるようなインダストリアル・ミュージックや、コーンやデフトーンズのようなギターリフが印象的なヘヴィー・ロック・サウンドに影響を受けたものが多く、こういった音楽性にエレクトロニック・ボディ・ミュージック的な構成を掛け合わせていくことが基本の形となっている。ただし、yukihiroは2006年のインタビューにおいて「インダストリアル大好きです、っていう公言はしてましたけど（笑）。でもacid androidはインダストリアルやるんです、っていう存在ではない。そう自分では思ってました」と語っている。事実、acid androidでは、インダストリアルに傾倒した楽曲の他に、エレクトロ、ゴシック・ロック、シューゲイザー、チルアウトなど、様々な要素を採り入れた楽曲が制作されている。
2010年に発表した2ndミニアルバム『code』あたりから、ギターリフ中心で制作された楽曲が減ってきており、音楽性に変化がみられるようになった。2010年頃の作品から歪んだギターリフを採り入れた楽曲が減ってきた背景について、yukihiroは「（インダストリアルは）やり尽くしたとまでは言えないですけど、自分のなかでやりたいと思っていたことはやったかな」「（インダストリアルは）今でも好きだし、もしかしたらまたそういう方向性のものを作るかもしれないですけど、今回はそこから1回離れてみようかな、と思ったんですよ」とインタビューにて述べており、この頃からダークなエレクトロ・ポップを基調としたサウンドが音源に採り入れられるようになった。こうして徐々に音楽性が変化していき、2017年11月に発表した4thアルバム『GARDEN』は、1980年代のニュー・ウェイヴ、シンセポップからの影響を色濃く反映した作品として仕上げられることになった。そしてこのアルバム以降も、ダークウェイヴを背景に、テクノやエレクトロ・ポップに昇華させたサウンドを基調とした楽曲を多く発表している。
ちなみに、acid androidのアルバムレコーディングでは、ゲストミュージシャンを招くことも多く、これまでにトニ・ハリディ（カーヴ）、フルカワミキ（LAMA、ex.SUPERCAR）、百々和宏（MO'SOME TONEBENDER）、藤井麻輝（SUILEN、ex.minus(-)、ex.SOFT BALLET）、今井寿（BUCK-TICK）、小林祐介（THE NOVEMBERS、THE SPELLBOUND）、KAZUYA（Lillies and Remains）など、多くのアーティストが作品制作に参加している。なお、2009年11月24日には、13ヶ月間の期間限定のモバイルサイトをオープンし、藤田勇（MO'SOME TONEBENDER）、O.N.O（THA BLUE HERB）、ミヤ（MUCC）、TK（凛として時雨）、朝本浩文といった、ゲストミュージシャンがリミックスしたacid androidの音源が発表されている。
また、このソロプロジェクトを開始する発端となったイベント「acid android in an alcove」は定期的に企画されている。このイベントは、回数を重ねるにつれ、＜ライヴイベント＞と＜DJイベント＞に分けられるようになり、オールナイトで行われることも多くなっている。ちなみに、これまでにライヴアクトとしてMUCC、MO'SOME TONEBENDER、minus(-)、
agraph、THE NOVEMBERS、Lillies and Remainsらが、DJアクトとして石野卓球（電気グルーヴ）、砂原良徳、THE LOWBROWSらがイベントにゲスト出演している。

## ディスコグラフィー

### ソロ

#### yukihiro名義

##### アルバム
| 発売日         | タイトル                                      | 規格   | 規格品番 |
| -------------- | --------------------------------------------- | ------ | -------- |
| 1995年11月21日 | 「8.13」LIVE AT NISSIN POWER STATION '95.8.13 | 12cmCD | HML-011  |
| 2000年4月5日   | 「8.13」LIVE AT NISSIN POWER STATION '95.8.13 | 12cmCD | DCCA-11  |

##### シングル
| 発売日        | タイトル       | 規格   | 規格品番 | 最高順位 |
| ------------- | -------------- | ------ | -------- | -------- |
| 2001年9月27日 | ring the noise | 12cmCD | KSC2-412 | 9位      |

##### ライヴビデオ
| 発売日         | タイトル                                      | 規格 | 規格品番 |
| -------------- | --------------------------------------------- | ---- | -------- |
| 1995年11月21日 | 「8.13」LIVE AT NISSIN POWER STATION '95.8.13 | VHS  | HML-004  |

##### 参加作品
|                          | 発売日         | アーティスト             | タイトル                                                                  | 内容 |
| ------------------------ | -------------- | ------------------------ | ------------------------------------------------------------------------- | --- |
| トリビュートアルバム     | 1995年6月10日  | Various Artists          | SION Tribute Ain't Nothing You Can Do                                     | "THE戒厳令"名義で収録曲「調子はどうだい」にプログラミングで参加。なお、THE戒厳令はZI:KILLのメンバーで構成されており、YUKIHIROの他にTUSKとKENが参加している。 |
| アルバム                 | 1996年1月24日  | THE MAD CAPSULE MARKET'S | 4 PLUGS                                                                   | アルバムのプログラミングで参加 |
| シングル                 | 1996年11月11日 | 飯島直子                 | Change my mind                                                            | 収録曲「Change my mind」にドラマーとして参加 |
| アルバム                 | 1998年11月18日 | 飯島直子                 | BLONDE                                                                    | 収録曲「Change my mind」にドラマーとして参加 |
| オムニバスアルバム       | 2001年8月23日  | Various Artists          | Dante's Selection                                                         | yukihiro名義で発表した楽曲「ring the noise」を提供 |
| アルバム                 | 2007年12月19日 | SUILEN                   | 音ヲ孕ム                                                                  | 収録曲「左手」にドラマーとして参加 |
| アルバム                 | 2009年3月11日  | SUILEN                   | 六花ノ音                                                                  | 収録曲「浸透して」「腐葉土」「根ノ音ニタユタヘ」にドラマーとして参加                                                                                         |
| アルバム                 | 2009年12月23日 | SUILEN                   | THE DAWN                                                                  | 収録曲「浸透して Ver.2.0」にドラマーとして参加 |
| アルバム                 | 2016年1月20日  | SCHAFT                   | ULTRA                                                                     | 全収録曲にドラマーとして参加 |
| アルバム                 | 2016年5月25日  | SCHAFT                   | Deeper and Down                                                           | 全収録曲にドラマーとして参加 |
| ライヴビデオ             | 2016年5月25日  | SCHAFT                   | ARCHIVES 2016 TOUR ULTRA 〜The Loud Engine〜                              | 全収録曲にドラマーとして参加 |
| コンピレーションアルバム | 2019年3月27日  | Various Artists          | 東京喰種トーキョーグール AUTHENTIC SOUND CHRONICLE Compiled by Sui Ishida | People In The Boxの楽曲「聖者たち」のリミックスで参加 |
| アルバム                 | 2020年5月27日  | THE NOVEMBERS            | At The Beginning                                                          | アルバムのシーケンスサウンドデザイン、プログラミングで参加                                                                                                   |

##### 書籍
| 種別           | 発売日        | タイトル                               | 発行     | ISBN                   |
| -------------- | ------------- | -------------------------------------- | -------- | ---------------------- |
| 写真集＋証言集 | 2011年9月     | yukihiro history book "beautiful days" | 音楽と人 | -                      |
| 単行本         | 2014年5月23日 | yukihiro milk another story            | 音楽と人 | ISBN 978-4-903979-20-5 |

### バンド・ユニット

#### ZI:KILL

##### アルバム
| 発売日        | タイトル                                                                | 規格   | 規格品番  | 最高順位 |
| ------------- | ----------------------------------------------------------------------- | ------ | --------- | -------- |
| 1990年3月25日 | CLOSE DANCE                                                             | 12cmCD | EXG-002   | -        |
| 1991年3月20日 | DESERT TOWN ※クレジットはされていないが、yukihiroがドラムを叩いている。 | 12cmCD | TODP-2308 | 10位     |

##### シングル
| 発売日                      | タイトル                                                                               | 規格  | 規格品番  | 最高順位 |
| --------------------------- | -------------------------------------------------------------------------------------- | ----- | --------- | -------- |
| 1991年3月6日                | LONELY                                                                                 | 8cmCD | TODP-2241 | 14位     |
| 1991年9月27日 1995年8月23日 | HERO ※3曲目に収録されている「LONELY (LIVE VERSION)」のみyukihiroがドラムを叩いている。 | 8cmCD | TODP-2308 | 26位     |

#### OPTIC NERVE

##### アルバム
| 発売日        | タイトル                | 規格   | 規格品番 |
| ------------- | ----------------------- | ------ | -------- |
| 1991年9月10日 | OPTIC NERVE ABSTRACTION | 12cmCD | HML-007  |

#### Petit Brabancon

##### ライヴビデオ
|     | 発売日        | タイトル                                | 情報 |
| --- | ------------- | --------------------------------------- | --- |
| 1st | 2023年1月18日 | Resonance of the corpse                 | - レーベル：Danger Crue Records - 規格：Blu-ray - 規格品番：DCXA-2/3（完全限定盤）、DCXA-4（一般流通盤） - 備考：2022年に開催したライヴツアー「Petit Brabancon Tour 2022「Resonance of the corpse」のファイナル公演となったZepp Hanedaでのライヴの模様を収録。ジャケットのアートワークは、アルバム『Fetish』同様、映画『パペット・マスター』シリーズ、『ZOMBIO/死霊のしたたり』などをリリースしている是空がディレクション、ミヤジリョウヘイがデザインを担当。京のリクエストをもとにVHSをモチーフにしたパッケージは、ライヴのオープニングS.E.から続く1970年代ホラー映画の雰囲気を具象化していたものとなっている。       |
| 2nd | 2025年2月21日 | Petit Brabancon EXPLODE -02- "LIVE LOG" | - レーベル：Danger Crue Records - 規格：Blu-ray - 規格品番：DCXA-7/8（完全限定盤）、DCXA-9（一般流通盤） - 備考：2024年1月2日に開催したライヴ「Petit Brabancon EXPLODE -02- Gushing Blood」と、同年1月3日に開催したライヴ「Petit Brabancon EXPLODE -02- Neglected Human」のコンセプトが異なる2公演の模様をワンセットで収録。監督にはColdrainやSiM、CRYSTAL LAKEなど多くのメタル/ラウドロックアーティストの作品を手がけるKOH YAMADAが起用されている。アートワークのディレクションは前作から引き続き、是空が担当。デザインはミヤジリョウヘイが手掛けており、サーカスをテーマにしたホラー映画のような世界観となっている。 |

## ライヴ・コンサートツアー
（※） L'Arc〜en〜Cielとして開催したライヴの詳細は「L'Arc〜en〜Ciel#ライブ・コンサートツアー」を参照
（※） acid androidとして開催したライヴの詳細は「acid android#ライヴ・コンサートツアー」を参照
（※） geek sleep sheepとして開催したライヴの詳細は「geek sleep sheep#ライヴ・コンサートツアー」を参照
yukihiro名義
Petit Brabancon名義

## 出演ライヴイベント

### オーガナイズイベント
（※） acid androidとして企画したライヴイベントの詳細は「acid android#オーガナイズイベント」を参照
（※） geek sleep sheepとして企画したライヴイベントの詳細は「geek sleep sheep#自主企画ライヴイベント」を参照

### 出演フェス・イベント
（※） L'Arc〜en〜Cielとして出演したフェス・イベントの詳細は「L'Arc〜en〜Ciel#出演ライブイベント」を参照
（※） acid androidとして出演したフェス・イベントの詳細は「acid android#出演フェス・イベント」を参照
（※） geek sleep sheepとして出演したフェス・イベントの詳細は「geek sleep sheep#出演ライヴイベント」を参照

#### yukihiro名義
| 年     | タイトル                                                             | 会場 |
| ------ | -------------------------------------------------------------------- | --- |
| 1997年 | hide presents MIX LEMONed JELLY                                      | 8月26日 YELLOW、DX3000、蜂、MO （DJとして出演）                                                                                       |
| 1997年 | the Zombies『Live Tour NIGHTMARE BEFORE CHRISTMAS EVE』              | 12月16日 赤坂BLITZ 12月17日 難波ロケッツ 12月18日 梅田HEAT BEAT （ドラマーとして出演）                                                |
| 1997年 | L'Arc〜en〜Ciel『1997 REINCARNATION』                                | 12月23日 東京ドーム （ドラマーとして出演）                                                                                            |
| 2002年 | CROW 『Surround Space Perception』                                   | 1月8日 Shibuya O-EAST （ドラマーとして出演）                                                                                          |
| 2002年 | CROW 『Surround Space Perception vol.2』                             | 4月14日 CLUB CITTA' （ドラマーとして出演）                                                                                            |
| 2008年 | JACK IN THE BOX 2008                                                 | 12月27日 日本武道館（セッションのみ）                                                                                                 |
| 2011年 | JACK IN THE BOX 2011                                                 | 12月27日 日本武道館（セッションのみ）                                                                                                 |
| 2012年 | December's Calling                                                   | 12月17日 川崎CLUB CITTA’ （DJとして出演）                                                                                             |
| 2013年 | THE NOVEMBERS x Lillies and Remains presents 「Sigh」                | 1月13日 恵比寿LIQUIDROOM （DJとして出演）                                                                                             |
| 2014年 | Lillies and Remains x PLASTICZOOMS x THE NOVEMBERS presents 「BODY」 | 10月12日 代官山UNIT （DJとして出演）                                                                                                  |
| 2016年 | SCHAFT 『TOUR ULTRA -The Loud Engine-』                              | 1月22日 CLUB CITTA' 1月24日 Yokohama Bay Hall 1月25日 LIQUIDROOM 1月27日 赤坂BLITZ 1月28日 EX THEATER ROPPONGI （ドラマーとして出演） |
| 2021年 | JACK IN THE BOX 2021                                                 | 12月27日 日本武道館（セッションのみ）                                                                                                 |
| 2023年 | slice of alcove                                                      | 11月24日 SPACE ODD （DJとして出演）                                                                                                   |

#### Petit Brabancon名義
| 年     | タイトル             | 会場                                   |
| ------ | -------------------- | -------------------------------------- |
| 2021年 | JACK IN THE BOX 2021 | 12月27日 日本武道館                    |
| 2023年 | KNOTFEST JAPAN 2023  | 4月2日 幕張メッセ国際展示場9-11 ホール |

## タイアップ
| 年     | 曲名           | タイアップ                                                                               | 備考         |
| ------ | -------------- | ---------------------------------------------------------------------------------------- | ------------ |
| 2001年 | ring the noise | PlayStation 2用ゲームソフト『デビルメイクライ』初回購入特典CD「Dante's Selection」提供曲 | yukihiro名義 |

## ドラマーとして
yukihiroは、タイトで正確な、細かい手数を用いたフレーズとフィルインが特徴的なドラムプレイをみせることが多い。特にL'Arc〜en〜Ciel加入以前は、より多くの手数を用いており、叩く姿も大振りだったため派手かつアグレッシブなプレイだった。yukihiroは影響を受けたドラマーとして、上領亘（NeoBallad、ex.CROW、ex.P-MODEL、ex.GRASS VALLEY）の名前を頻繁にあげており、yukihiroは「ハイハットを複数セットするのは明らかに上領さんの影響」「たぶん上領さんのことが好きな方だったら、僕がハイハットを左右にセットしているのは、そのままやってるなってわかると思います」と述べている。なお、上領は、yukihiroのドラムプレイについて「すごくタイトで、そしてパワフル。（中略）あと、やっぱりニュー・ウェイヴ系に理解があるから、フレーズの構築の仕方も素敵だと思う」と評している。他に、yukihiroはテリー・ボジオやコージー・パウエル、トミー・リーといったドラマーをフェイバリットであげている。
また、yukihiroのプレイには、ドラムセット右側のリモートハットと、左側のクローズドハットでオルタネイトの16分音符を刻む独特なスタイルがある。そして4分打ちのバスドラの裏に右手のリモートハット、同時に裏の16分音符を左手のクローズドハットで刻む特徴があり、「Lies and Truth」や「Caress of venus」のライヴテイク、「NEO UNIVERSE」「Lover boy」「SEVENTH HEAVEN」などの音源でそのプレイがみられる（いずれもL'Arc〜en〜Cielの楽曲。プレイの模様は各種ライヴビデオを参照）。また、L'Arc〜en〜Cielの楽曲「snow drop」や、DIE IN CRIESの楽曲「NERVOUS」、SUILENの楽曲「左手」では、yukihiroのドラムセットの特徴ともいえるロートタムを活用したフレーズが随所にみられる。さらに、引き算でリズムを作るアプローチも多く、「NEO UNIVERSE」ではアウトロの一発を除いて一切スネアを叩かず、終始ハイハットとキックの4分打ちだけの構成になっていたり、「forbidden lover」ではマーチング・ビートのようなスネアのアクセントで楽曲を彩っている。なお、yukihiroは「forbidden lover」のドラムアプローチについて、「仕上がりはドラマティックになってるけどドラムは最後まで展開しない。それだけでカッコいいから、余計なことはいらない」と述べている。他に、2015年にgeek sleep sheepとしてラヴ・アンド・ロケッツの楽曲「モーターサイクル」のカバー音源を制作した際は、yukihiroによるツイン・ドラムで録音作業が行われている。
さらに、yukihiroは正確なリズムでドラムをプレイすることが多いが、音楽雑誌の取材の中で「クリックとドラムだけ聴いてチェックしたりはします。ただ、グリッドを見ながら"ここズレてるな"とか、そういうことはやらないです」と語っている。yukihiroは2025年に受けたインタビューの中で「僕の場合は自分のやりたい音楽を表現するためにクリックが必要で、そういう音楽を聴いたり、作ったりしながらドラムを叩いてきたので、表現方法としての正確さというものがあると感じています。クリックに合っているかというだけではないところがあると思いますね」と述べている。
また、「winter fall」「New World」「SEVENTH HEAVEN」「spiral」「DRINK IT DOWN」などのL'Arc〜en〜Cielの楽曲や、「i.w.o.m.f.p.p just an android」といったacid androidの楽曲で、打ち込みやブレイクビーツを同期させたプレイあるいはスリップビートなどの変則リズムを多く採り入れている。そして「Peeping Tom」では1980年代のニュー・ウェイヴを意識し、ドラムの残響音をゲートで切り余韻を排除した加工を施していたり、「forbidden lover」では自身のドラム音をソフトに取り込みコラージュのようにドラムフレーズを切り貼りしたり、「Sell my Soul」ではドラム音をアナログ・フィルター・マシンに通し歪み加工を施している。また、ライヴ用に音源をアレンジする際は、打ち込みメインで構築された楽曲の場合、yukihiroがその曲の作曲者と相談しながら「どこを生ドラムに差し替えるか」「生と打ち込みのバランスをどうするか」を決めている。こういった自身の好むドラム音の加工や、バンドサウンドと打ち込みの同期をL'Arc〜en〜Cielの楽曲に多く採り入れたことにより、結果的に1990年代後半以降、yukihiroが同バンドの音楽性の幅を広げることに貢献したといえる。
音作りに関しては、「楽曲の中でドラムの音は小さくてタイトに、スネアとハイハットを同時に叩いたときの音が、人が聴いているという意味でのスネアの音である」と考えていたという。そのためyukihiro曰く、昔はアンビエンスの音量を上げることを避け、「必ずデッドで」という意識があったという。特にDIE IN CRIESに在籍していた頃には、キックの中に毛布を詰めていたほどだった。DIE IN CRIESの所属事務所の代表だった大石征裕は、当時のエピソードについて「yukihiroくんのドラムセットのキックの中には毛布が詰まっていて、ミュートされているわけです。スネアも13インチのピッコロで、タムも全部小さい。クラッシュシンバルではなくて、全部スプラッシュという"チッ！"とか"カッ！"という短い音しかならないシンバルで。その時"キックがこれじゃマイクで録れないんだけど、毛布をちょっと抜いていい？"と言ったのが、初めての会話だったかなと思います」と述懐している。なお、yukihiroは、当時デッドな音を好んでいた理由について「その頃、ロックのドラムは音がデカいと感じてたんだよ。ドラムのアンビとかもウルサイなあと思ってて。なるべくデッドでコンパクトなサウンドにしたかったんだよね」と2014年に発行された単行本で述べている。
L'Arc〜en〜Cielの共同プロデューサーを務める岡野ハジメ（ex.PINK）は、yukihiroのドラムサウンド作りの特徴について、「yukihiroくんは凄くユニークなドラマーなんですよ。ほとんどのドラマーは"ドッパン！ドッパン！"って、キックもスネアもデカくすれば大喜びするんですけど、彼はその逆で、"キックの低域がありすぎます" "スネアがデカいです" "アンビエンスがありすぎます"というオーダーをしてくるんです」と述べている。さらに、岡野は2019年に自身が出版した本で「俺が中学生の頃に聴いてたフレンチ・ポップスなんかは、ドラムの音が小さいんですよ。そのぶんベース音がデカくて、グルービーなんです。実は1960年代のロック、例えばローリング・ストーンズなんかもドラムはそれほど主張してません。どれがキックで、どれがスネアか、分離して聴こえるようになったのはレッド・ツェッペリンぐらいからじゃないですか？その前はベースのラインがすごく重要で、ドラムはまとまって、センターに配置されてる感じだったんです。で、yukihiroくんもドラムがシャープでスピード感がありながら、キットとしてまとまりのある音にしたかったんだろうと解釈して、1960年代の音場のあり方の"今バージョン"をやればいいんじゃないかと思って、ドラムはタイトに1つの塊にして、その下でベースがちゃんと歌っている…tetsuyaくんはベース・ギタリスト的な、メロディアスな動きのあるラインを弾くというスタイルだったので…そういう形にしようと思いましたね」と述べている。
ただ、2000年代後半に入った頃から、L'Arc〜en〜Cielにおけるyukihiroの音作りに変化がみられるようになっている。2007年にL'Arc〜en〜Cielとして発表したアルバム『KISS』に関するインタビューにて、yukihiroは「（これまでは）アンビはほんとにヤだったんで、ドラムは必ずデッドで、っていうことがまず先にあったから。やっぱそこっていうのは、ある程度曲に対しての制限にもなってくるものだからっていうのもあるし。まあそういうところを1回こう、なくしてみて。みんなが曲を作った時に思い描いてた音像とかがそこに明確にあるんであれば、そういう音にしたほうがその曲が活きるんだろうなっていう風に思って、今回はそれでやってみたって感じですね」と音作りに心境の変化があったことを示唆している。そしてドラムのサウンド作りの変化に伴い、L'Arc〜en〜Cielでベースを弾くtetsuyaのサウンドにも変化がうまれている。tetsuyaは2005年に発表した『AWAKE』に関するインタビューにおいて、ベースの音量をこれまでよりも小さめにしたことについて触れ、「ベースの音量については、『SMILE』からそうかもしれないですね。前はキックがあまり出てなかったんで、その分ベースを上げてたんで」と述べている。
なお、岡野ハジメは、レコーディング現場における、かつてのyukihiroについて「自分の思い描いたビートが出るまで何十時間でも叩き続けている」「彼は凄く優秀なドラマーだし、上手いんですけど、『yukihiro道』がありますね。最初はそれが理解できなくて、"テイクワンが素晴らしかったから、これでいいんじゃない？こっちの方がカッコいいよ"とか言ってたんだけど…許してくれないんですよ。それでもう途中で諦めて、"好きなだけ叩いてください"という風になりました（笑）」と述べている。ともにバンドを組むL'Arc〜en〜Cielのhydeも「良いの録れてるのにずっとやってる」と述べ、DIE IN CRIESのメンバーであったKYOも「レコーディングを延々にやってる。完璧主義者」と語っている。また、岡野は「精進を積み重ねた上で、もっと高いところへという志…それが『yukihiro道』なんですよ。それを理解するために、彼とはいろいろ話をしましたね」と述懐している。実際、L'Arc〜en〜Cielの楽曲「STAY AWAY」のレコーディングでは、ドラムを100回近く叩いたといい、ドラム録りに2日かかったという。また、他の曲の制作でもドラム録りだけで2、3日掛かることもあったといい、岡野は「普通だったらだいたい良いテイクができたら、ミスした部分をパンチ・インするなり、エディットしてOKになるんですけど、それを許してくれないんです」と述べている。
しかし、2007年に発表したL'Arc〜en〜Cielのアルバム『KISS』のレコーディングでは、レコーディングに入る前に全曲1度仮で録ったことにより、以前よりドラム録りが早くなったという。yukihiroは、2012年に受けたインタビューで「ここ最近は誰かが"良いね"って言ってくれたら良いんだと思えるようになった。そうした方がレコーディングの現場って楽しくなるなあって（笑）...だから今まで迷惑かけてたのかなってちょっと反省してますね」と心境の変化について述べている。また、2015年に受けたインタビューでは「昔はテイクをいっぱい録っていました。"パーフェクトを求めたい"っていう想いが、強かった時期があったんです。ライヴをやっていく中で曲って成長するじゃないですか。ある程度の到達点があったとして、そこまで到達するには時間がかかると思うんですけど、レコーディングの段階で、なるべくその"最終形を録りたい"って思ってたんです」「（今では）ジャッジを人に任せることが多くなっていきました。今は2、3回やって、メンバーに判断してもらう感じです」と述べている。
かつてyukihiroはライヴにおいて、スタジオ音源に近づけるようなプレイをしていたが、近年は「自分の今のプレイ」を楽曲の随所に反映させるようになっている。yukihiroは2025年に受けたインタビューの中で、自身のライヴでのドラムプレイについて「何年も前に作った曲を今やるとなったら、その時期から今までの経験があるので、今のプレイを反映させようとしています。以前に比べると、演奏中にパッと思いついたことをやることが増えてきましたね」「変えようというよりは、今の自分を反映させたいと思っているので、あまり決め込まないでプレイしてみて、うまくハマったらそれを再現するという感じです」と述べている。また、ドラムスティックの握り方に関しても、楽曲に応じてレコーディングとは違ったアプローチをすることがある。例えば、2014年に発表したL'Arc〜en〜Cielの楽曲「EVERLASTING」を2021年開催のライヴ「30th L'Anniversary Starting Live "L'APPY BIRTHDAY!"」で披露した際には、レコーディングのときから変え、レギュラーグリップで演奏している。
余談だが、山口大吾（People In The Box）は、yukihiroのドラムプレイから受けた影響について「僕の中にある16のノリやゴースト感はyukihiroさんのドラムをコピーして学んだ要素が多いです」「特にタム回しからクラッシュにいくときの鳴らし方、腰のひねり方は真似をしていた時期もありました。理にかなった動きだと思います」と述べている。また、ヤノマサシ（POLYSICS）は「POLYSICSもシーケンスに合わせて演奏しているのでyukihiroさんのタイトでストイックなプレイ・スタイルに影響を受けています」と語っている。さらに、山本晃紀（LITE）は「プレイ・スタイルは違いますが、叩きやすくドラムの鳴りを追求したセッティングだったり、身体の均等なバランス感覚など、意思的なところに影響を受けていると思います」と述べている。なお、DIR EN GREYでボーカルを務める京は、yukihiroについて「ZI:KILLのときからyukihiroさんがすごい好きで、ドラマーとして一番好きじゃないのかなというぐらい」と述べている。そして京は、「一緒にバンドをやりたい」とyukihiroにオファーを出し、2021年にPetit Brabanconを結成している。

## 使用機材

### ドラムセット
yukihiroのドラムセットは、基本的にツーバスをベースに、ピッコロスネアやロートタム、多数のシンバルで構成されている。そして高く設置されたチャイナシンバルが特徴的なセットとなっている。また、ドラムラックを用いて左右対称を意識した複雑な構築がされており、その整然と配置された様子から、yukihiroのセットはしばしば『要塞』と形容されている。なお、前方のチャイナシンバルとは対照的に、スネアやタム類が水平に低く設置されていることにより、ライヴなどでは他のドラマーに比べて、上半身がより見えやすいセットになっている。
シンバルに関しては、全てセイビアン製のシンバルを採用しており、左右対称に配置されている。2024年に開催したライヴツアー「ARENA TOUR 2024 UNDERGROUND」では、クラッシュシンバル、ハイハットシンバル、スプラッシュシンバル、エフェクトシンバルといった12点の大小異なるシンバルをシンメトリックに配置している。なお、チャイナシンバル（17”AA Holy China、チャド・スミスが監修したホーリーチャイナ）に関しては、センター頭上に1枚だけセットしている。これらのシンバルを整然と配置するために独自のラックシステムを導入している。そして、そのボトムをスネアスタンドの脚で固定しており、これもyukihiroのセットの特徴になっている。
バスドラムは、PearlのMasters Premium Series（通称：MPS）から、6plyメイプルの22インチを2点導入。フットペダルにはPearlのEliminator IIを使用している。右足側には右バスドラ用が1つ、左足側には左から順に左ハイハット用・左バスドラ用・右リモートハット用の3つのペダルがセットされている。なお、リモートハイハットスタンドはPearlではなくYAMAHAの旧モデルを長年使用していたが、2022年からPearl製のものが導入されており、2024年のライヴでは「Pearl RH-2050」のレッグ部分のみを使っている。
セット中央のスネアドラムは、自身のシグネチャーモデル「Pearl FCA1435/B-YA yukihiro Signature Snare Drum Version.3」をメインに、14"×5"のHybrid Exoticをサイドに配置。ヘッドはレモのブラックスエードアンバサダーに、ブラックのリングミュートを組み合わせ、ローピッチでチューニングすることで、メインスネアのハイピッチなサウンドとの差異をつけている。そして、スネアドラムの前方には10インチのタムが1つ、本人から見て右側にフロアタムが14インチ・16インチの2つ、前方のタムをはさんで左に6インチ、右に8インチ・10インチのレモ製のロートタム3つが配置されている。また、ミキサーに関しては「PreSonus StudioLive 32SX」を使用している。
ちなみにスネアドラムは、現在までにPearlから、下記3種類のシグネイチャーモデルが販売されている。また、スティックもシグネイチャーモデルがリリースされており、自身もライヴで愛用している。余談だが、yukihiroのシグネイチャーモデルのスネアドラムは、POLYSICSのヤノマサシなども所有している。ちなみにyukihiroは、2014年にヤノと山口大吾（People In The Box）を交えて鼎談した際に、ヤノが持っていたそのスネアにサインをしたという。
- Pearl 158H/4 yukihiro Signature Drumstick

タイトかつシャープなプレイスタイルに適した短めの設定かつラウンドチップを採用している。クリアラッカー仕上げで、オリジナルロゴが印字されている。
- Pearl YA1435 yukihiro Signature Snare Drum

2000年頃からライヴ・レコーディングで使用しているシグネイチャーモデル第一弾
- Pearl YA1435-2 yukihiro Signature Snare Drum Version.2

2005年頃からライヴ・レコーディングで使用しているシグネイチャーモデル第二弾
- Pearl FCA1435/B-YA yukihiro Signature Snare Drum Version.3

2018年頃からライヴ・レコーディングで使用しているシグネイチャーモデル第三弾

#### ドラムセットの変遷
DIE IN CRIESに在籍していた頃も、基本的な配置は前項に似ているが、今よりもさらに点数が多いセッティングであった。タム類に関しては、基本のフロアタム以外はキャノンタム2つ、ロートタム5つで構成されていた。また、ライドシンバルやクラッシュシンバルは使用せず、チャイナシンバル9枚、スプラッシュシンバル3枚、ハイハット4枚、さらにロートタムのスポークをシンバル代わりに使用するなど、現在にも況して特異なドラムセットだった時期がある。そしてタムに関しては、すべてロートタムを配置していたこともある。この当時にロートタムだけを並べていたことについて、yukihiroは「ミッシング・パーソンズの頃のテリー・ボジオからの影響」と、2015年の河村"カースケ"智康との対談で語っている。ただ、あまりに点数が多かったため、当時のローディーに「お願いですからスタンドではなく、ラックにして下さい」と泣いて懇願されたという逸話が残っている。ちなみに、この当時導入していなかったライドシンバルやクラッシュシンバルを後年に組み込んだのは、yukihiro曰く、1995年にDIE IN CRIESが解散した後、スタジオ・ミュージシャン的な活動をするようになったことがきっかけだったという。
1998年以降、L'Arc〜en〜Cielとして活動していくことになるが、2011年頃までは基本的に前項の構成で、アークティックホワイトのセットを使用。ハイハットは左側のメイン用もリモートハットが使用されていた。前方には18インチのチャイナが2枚左右対称に高くセッティングされていたが、セット左側に1枚だけだった時期もある。2012年以降はマットブラックのセットになり、アークティックホワイトのセットは、ライヴのサブステージ等でメインのセットとほぼ同じセッティングで使用されている。
2012年頃からは、新たなバンド、geek sleep sheepを始動するにあたり、ZI:KILLに在籍していた頃以来久々に、ワンバス、ワンタム、ツーフロアというシンプルなセットを使用するようになる。yukihiroは2014年に受けたインタビューの中で、ワンバスのセットに変えた理由について「geek sleep sheepは3ピースなんで、セッティングも身軽になろうかなと思ったんです」と述べている。打面を水平にする意図で、タムを含め、全体的な高さを以前より低くしている。なお、スネアドラムには自身のシグネイチャーモデルが導入されている。そして正面に配置されたタムは12インチ、フロアは14、16インチの2つになっている。また、ツーバス時に3組セットしていたハイハットは、14インチの1組に集約されている。なお、高く聳えるチャイナシンバルは無くなり、17インチのホーリーチャイナを2枚導入。ワンバスになったことでツインペダルになっている。
2018年に開催されたL'Arc〜en〜Cielのライヴ「L'Arc〜en〜Ciel LIVE 2018 L'ArChristmas」では、従来のツーバスのセットを据えている。配置はツーバスセット時代とほぼ同様だが、シンバル等の高さはワンバスセットに近い位置になっている。スネアドラムはウルトラキャストで、フリーフローティングシステムを取り入れたピッコロスネアを使用。前方中央に17インチのホーリーチャイナ1枚が高く設置され、Hybrid Exoticはサブスネアとして採り入れられている。なお、2018年に導入したものが、現在yukihiroが組んでいるドラムセットの基になっている。

### シンセサイザー等
yukihiroは、ハードのアナログ・シンセサイザーを好んで収集しており、特にソロプロジェクト、acid androidでの楽曲制作で様々な機材を導入している。ちなみにyukihiroが初めて購入した打ち込みの機材は、Roland MC-500 MK-IIだったという。この機材について、後年yukihiroは「ひたすらテンキーで数値を打ち込むんですよ。音符の長さも音程も数字。当時、そういうことをやっている人たちとは数字の会話をしていた感じでした」「最初は数値を紙に書き起こしたりしてましたね。その頃はまだ、写真に撮っておくことも簡単じゃなかったので（笑）。撮ったら現像しに行かないといけない時代だったから」と述懐している。また、初めて購入したMacは、1989年9月に販売が開始されたMacintosh IIciだったという。
acid androidでの楽曲制作の場以外に、L'Arc〜en〜CielやPetit Brabanconのレコーディングにおいても自身が所有するアナログシンセ、リズムマシンなどが使用されている。例として、L'Arc〜en〜Cielの楽曲「Perfect Blue」の制作ではRoland CR-78、同バンドの楽曲「CHASE」の制作ではNord rack 3、Petit Brabanconの楽曲「surely」の制作ではDave Smith Instruments Sequential Prophet-6などが使われている。なお、ともにバンドを組むhydeは、yukihiroのことを「打ち込み番長」と表現していたことがある。また、ともにバンドを組む百々和宏は、yukihiroについて「シンセ番長」「シンセ大臣」と語っていたことがある。
なお、ハードシンセを好むyukihiroだが、パソコン1台とソフトシンセやシーケンサーで曲を作る手法も否定的に捉えていない。2019年に圭（BAROQUE）と対談した際に、「コンピューター1台で完結できる楽曲制作で失われたものがあると思いますか」と聞かれ、yukihiroは「うーん、それは多分あんまりないと思う。その人の感じ方じゃないかな。昔、ハードウェアを積んでいた人も、今はコンピューター1台でやっちゃうよっていう人もいるし。それがその人にとって、今の自分の音楽に対する正解なんだと思う。僕はいまだにハードウェアが好きだから、ハードウェアを使ってるけど、だからといってMac1台でやっちゃう人に対して、失ったものがあるとは思わない。やりたいことに対して沿っているのであればいいんじゃないかな」と答えている。
ちなみにyukihiroは、2012年から2014年まで、音楽雑誌『サウンド&レコーディング・マガジン』で「oscillator lover」と題し、シンセサイザーに関するコラムを書いていたことがある。なお、このコラムは同雑誌の2015年5・6月号から、「oscillator lovers by yukihiro」と題した、"さまざまなクリエイターをゲストに招き、1つのテーマについてじっくりと対談する"という不定期連載に移行しており、現在までにyukihiroは、石野卓球（電気グルーヴ）や牛尾憲輔（agraph）、ゲームBGM制作者の柴田徹也、エンジニアの日下貴世志と対談を行っている。

## 人物

### プロフィール
- 1968年11月24日に千葉県市川市にて生まれる。血液型はA型。
- バンドメンバーやファンからの愛称は「ユッキー」。
  - L'Arc〜en〜Cielに加入する前によく呼ばれていた愛称は、「先生」だった。これは、yukihiroが学生時代に英語と数学の家庭教師のアルバイトをしていたことを受けて付けられた愛称となっている。L'Arc〜en〜Cielに加入した後も、特にソロプロジェクト、acid androidで活動する際は「先生」と呼ばれることが多い。ただ、現在は概ね「ユッキー」の愛称が定着している。

### 趣味・嗜好
- 物静かで口数が少なく、L'Arc〜en〜Cielの楽曲プロモーションのために出演したテレビ番組や、バンド形態でのライヴにおいてマイクを通して一言も喋らないことが多い[181]。そのため、ライヴ中に一言発したときの公演の後に、SNSのトレンドにそのワードが入ることがある。hydeはyukihiroの寡黙なスタンスについて「俺あんなに考えて（MCで）喋ったのに、俺のことなんて誰も話さない。一番ずるい（笑）、俺もそこに行きたい[181]」と述べている。
  - なお、音楽雑誌などにおける楽曲に関するインタビューや、自身が愛用する機材に関する特集では、他のメンバーと変わらず普通に話をしている。ちなみに、2001年から始動した自身のソロプロジェクト、acid androidのライヴは基本的にMCのコーナーが一切設けられていないうえ、アンコールもほとんど行われない[182]。
- かつてyukihiroは、"バンドマンたるものかくあるべし"、というポリシーを断固として守っていたという（例えば「夏でも長袖しか着ない」「ハワイには行かない」など[183]、音楽活動と直接関係ないようなものもポリシーとして持っていた）。そして「音楽以外に割く時間はない」という理由から、yukihiroは自動車免許も取ろうとしなかったという。ただ、1998年にL'Arc〜en〜Cielに加入してからは、自然体のメンバーに感化され、柔和になっていった。L'Arc〜en〜Ciel加入後の自身の変化について、yukihiroは2006年に受けた音楽雑誌のインタビューで「こうじゃなきゃ嫌だ、っていうのが減った、かな[14]」「逆に、いろんなものを楽しめてる[14]」と述べている。そして前述のポリシーもなくなり、半袖も着用するようになり、禁止していたハワイに関しても、撮影やライヴ開催の機会もあり何度か訪れている。また、1999年にはtetsuyaに「車の免許を取ったほうが良い」と言われ、その後取得したことをFMラジオ番組内で明かしている。
  - しかしながら、未だにこだわりの強いところが多いようで、hydeはyukihiroの人物像について「こだわりの哲学のある人[184]」と表現している。また、hydeは2012年に発表した自叙伝の中で、yukihiroについて「至る所にこだわりがあって、バンドにも強いこだわりがあるんだよね。それが故に、バンドとしては、それを避けたアイディアを出さないといけなかったり、それを説得するような行為をしないといけなかったりして時間を取られる。でも、俺は、いつもそれを悪い目では見てないんだ。そういうメンバーがいるからこそ、L'Arc〜en〜Cielに純粋さがある気がしてるから。頭の良いバンドだから、賢くて要望にはなんでも応えられるバンドだと思うんだよ。でも、そこで"俺はロッカーとして、こういう事はしたくないんだ"みたいな雰囲気を、yukihiroは発するから。俺、そういう気持ちを忘れちゃいけないと思うんだよね。それは頑固というよりも、ポリシーというか。俺も、元々そういう気持ちはいっぱいあったけど、共存してく上で、どんどんなくなっていっちゃったから、yukihiroを見てると心が洗われる[184]」と述べている。ちなみに土屋昌巳は、yukihiroの印象について「誤解されると困るんだけど、僕が学生の頃に憧れていたタイプのミュージシャンに似てると思う。ファー・アウトや村八分みたいな[59]」と語っている。
- 中日ドラゴンズのマスコットキャラクター、ドアラのファン[185]。yukihiroはもともと野球に興味が無かったが、ドアラをきっかけに中日ドラゴンズのファンになったことを2012年に出演した番組で告白している[185]。
  - なお、2012年にライヴツアー「20th L'Anniversary WORLD TOUR 2012 THE FINAL」が開催された際、yukihiroプロデュースのもと、ドアラとyukihiroの似顔絵がプリントされた「ドアラルクチョコレート」が会場限定グッズとして販売されている。また、2015年に開催された「L'Arc〜en〜Ciel LIVE 2015 L'ArCASINO」ではショルダーバッグ「ドアラカモ？」が会場限定グッズとして販売されている。ちなみに2013年、2014年、2015年、2016年にはドアラとコラボした「ドアラルクカレンダー」（発売翌年分のカレンダー）が販売されている。そして、2018年に「L'Arc〜en〜Ciel LIVE 2018 L'ArChristmas」を開催した際には、自身のプロデュースでドアラに加え、漫画・アニメ『ポプテピピック』ともコラボした「ドアラルクソアニメピピック ポチ袋」を会場限定グッズとして販売。2020年以降も、L'Arc〜en〜Cielのライヴがあるたびにドアラとのコラボグッズが販売されており、定番のコラボと化している。
- アニメ『新世紀エヴァンゲリオン』を好んでおり、映画『ヱヴァンゲリヲン新劇場版』の『序』、『破』をL'Arc〜en〜Cielのメンバー4人で映画館を貸し切って鑑賞したこともある。また、2012年にはhyde（L'Arc〜en〜Ciel）とともに『Q』の最速上映会に足を運んでいる。2021年にはL'Arc〜en〜Cielのファンクラブ会報の企画で、国立新美術館で開催された「庵野秀明展 HIDEAKI ANNO EXHIBITION」に訪れている[186]。
  - 他にアニメでは『ガンダムシリーズ』も好んでおり、同アニメに登場するモビルスーツのプラモデルをよく作っている。2009年にはファンクラブ会報の企画でバンダイホビーセンターを訪れている他[187]、2017年には東京・お台場にオープンした施設「THE GUNDAM BASE TOKYO」に自身がカラーリングしたプラモデルを出展している。ちなみに2020年以降は、アニメ『不滅のあなたへ』や『葬送のフリーレン』を好んで観ていたという。
- 漫画家・弐瓶勉の作品を愛読しており、2017年に公開されたアニメ映画『BLAME!』も鑑賞している。ちなみに2014年には、yukihiroからのオファーにより、弐瓶がacid androidのイメージキャラクターを手掛けている[188]。オリジナルイメージキャラクター制作の際には、弐瓶作品に登場する「セーフガード」や「シボ」「紅天蛾（ベニスズメ）」などのキャラクター名を伝えながら、イメージのやり取りを行ったという[188]。
  - また、漫画『ジョジョの奇妙な冒険』も好んで読んでいる。この漫画は、yukihiro曰く、今井寿（BUCK-TICK）の薦めで2010年頃から読み始めたという[189]。なお、yukihiroは、第5部と第7部が特にお気に入りだという[190]。ちなみにyukihiroは、2014年に発行された単行本『yukihiro milk another story』において、Shinya（DIR EN GREY）とジョジョをテーマにした対談を行っている[191]。
  - 他に漫画では楠本まきの作品、小説では島田雅彦の作品[192]を愛読していたという。
  - ただ、ホラー作品は苦手なようで、1998年に公開された映画『リング』も怖がりながら観たという[193]。また、かつてジョイポリスに設けられた「リング館」というアトラクションに入った際も、怯えていたという[193]。なお、このアトラクションにはtetsuya（L'Arc〜en〜Ciel）と一緒に入ったが、この時のエピソードについて、tetsuyaは「もうオレ、何が怖いってユッキーの悲鳴のほうが怖かった[193]」と2000年に受けたインタビューで述懐している[193]。このtetsuyaの思い出話に対し、yukihiroは「真っ暗になってさ、そんとき、オレ、思わず隣にいたtetsuくんの手を握りそうになったもん（笑）[193]」と述べている。
- テレビゲームを好んでプレイしており、過去には『バイオハザードシリーズ』や『デビルメイクライシリーズ』『鬼武者』『シーマン』『塊魂シリーズ』など[194][195]をプレイしていたという。
  - 『デビルメイクライシリーズ』では、2001年に発売されたシリーズ1作目の『デビルメイクライ』において、ソロ名義で制作した楽曲「ring the noise」を提供している。この曲は、ゲームソフトの初回購入特典CDに収録されている。また、2008年に発売されたシリーズ4作目の『デビルメイクライ4』では、自身が作曲を担当したL'Arc〜en〜Cielの楽曲「DRINK IT DOWN」がテーマソングに使用されている。
  - なお、yukihiroは『デビルメイクライシリーズ』のBGM制作を担当する柴田徹也と交流がある。柴田はacid androidの楽曲のリミックスを手掛けたことがある他、2015年にL'Arc〜en〜Cielが開催したライヴ「L'Arc〜en〜Ciel LIVE 2015 L'ArCASINO」において、「trick」「REVELATION」の2曲でライヴ用音源のプログラミングを担当している[196]。
- 甘い物が好物で、昔はレコーディング中に頻繁にチョコレートを食べていたという。ちなみにyukihiroは、2014年に発行された単行本『yukihiro milk another story』において、345（凛として時雨、geek sleep sheep）とスイーツをテーマにした対談を行っている[197]。
  - yukihiroは他に、コーラやジンジャエール、マクドナルドが好きだったという。なお、マクドナルドに関しては、フィレオフィッシュが好物で、かつては海外に訪れた際でも頻繁にマックを食べていたという。
- L'Arc〜en〜Cielのメンバーで唯一の下戸である。また、元喫煙者であり、ファンクラブの企画でセミナーを受けたあと禁煙に成功している。

### エピソード
- 非常に細身の体型であり、ツアー中に体脂肪率を計ったところ余りにも低すぎたため、計測器に「計測不能」と表示されたというエピソードがある[198]。
  - 食が細く、メンバーとスタッフでライヴの打ち上げなどの食事会に出かけてもあまり食べないという。あまりに食事をとらないyukihiroを心配したL'Arc〜en〜Cielのメンバーは過去に、yukihiroに食べさせる分を一つにまとめたセット（通称：ユッキーセット。大皿から幾らか装って小皿に分けた、いわば定食のようなもの）を食べるように促していたことがあった[199]。ちなみにyukihiroは、ライヴ当日には基本的に、水、のど飴、ウイダーinゼリー、カロリーメイトぐらいしか口にしないという[149]。
- L'Arc〜en〜Cielのメンバー3人（hyde、ken、tetsuya）にとって、yukihiroは所属事務所の先輩であり、バンドマンとしても先に表舞台に立っていたため、yukihiroがL'Arc〜en〜Cielに加入した当初、ken曰く、どう呼んでいいか分からなかったという。ただ、hydeが何の前触れも無く、不意に「ユッキー」と呼んだため、この愛称が定着していった[200]。
  - ちなみにyukihiroは、L'Arc〜en〜Cielに加入する前からメンバーと面識があった。kenは、2014年に発行された単行本『yukihiro milk another story』でのyukihiroとの対談の中で、とあるレコード店でyukihiroと出くわしたエピソードを明かしている[201]。kenはこのエピソードを振り返り「"今こういう感じのCDを探しているんですけど、売ってなかったんですよ"と聞いたら"あっちのレコード屋さんのほうが品揃えいいから行ってみれば？"って詳しく教えてくれたんですよ、優しく。だってパブリックイメージってそうじゃなかったから…。（中略）だからそこでほっこりしたの、俺がね（笑）[201]」と述懐している。また、tetsuyaは、加入前にyukihiroの家へ遊びに行ったことがあり、yukihiroが作った曲を聴かせてもらったこともあったという[39]。なお、tetsuyaが聴かせてもらった曲のうちのひとつは、のちにL'Arc〜en〜Cielの楽曲として発表される「a swell in the sun」の原型になっている。
  - yukihiroは、自身が加入する前のL'Arc〜en〜Cielの印象について、2004年に受けたインタビューで「いわゆるビジュアル系って言われてたわけじゃないですか。そういう人たちがやるような音楽じゃないよなって、それが面白かったですね。みんなにあんまりそういう血がないんだってことですね（笑）[17]」と述懐している。また、自身が加入する前のL'Arc〜en〜Cielが発表したアルバム『True』を聴いたときの感想について、「こういう曲もやるバンドなんだ！って、凄く新鮮だった[63]」と述懐している。なお、yukihiroは2009年に発表されたドキュメンタリービデオにおいて、L'Arc〜en〜Cielでドラムを叩くことに関して「凄いプレッシャーだよね。あの3人を前にして、俺が（演奏で）コケたら皆コケるわけじゃん？（笑）[202]」とコメントしている。
  - 余談だが、yukihiroは1997年に初めてL'Arc〜en〜Cielのレコーディングに参加したとき、目の前に現れたhydeがピチッとした半ズボンを着ていたことに驚いたという。この驚きは当時のhydeの風貌のイメージとかけ離れていたためで、yukihiroは「ヒゲが生えていたことにもびっくりした」と述べている。ちなみに実際のhydeは、このときピチッとした半ズボンではなく、水着を着ていたという。
- ZI:KILLに在籍していた1990年に、イギリス・ロンドンで同バンドのアルバムレコーディングを行っていたが、他のメンバーとの目指す音楽性の違いが引き金となり、"アルバムが完成したらyukihiroがバンドから抜ける"ことが話し合いで決まった。脱退が決まった後もレコーディングは続けられたが、脱退決定を受け、yukihiroは親しかったスタッフから冷たくあしらわれるようになり[10]、yukihiroだけ食事が出ないこともあったという[10]。そしてアルバムが完成した途端、一人で海外に放り出されることになる。こういった経験もあってか「レコード会社の人間と音楽業界の人間は信用しねえ[10]」と人間不信気味になっていたという。そのためyukihiroは、1991年にKYO（D'ERLANGER）らと組んだバンド、DIE IN CRIESで活動していた頃には、バンドメンバーしか信用しないようになっていたという[10]。
  - ZI:KILLから脱退した後も、同バンドで経験した音楽活動を否定的に捉えておらず、yukihiroは2006年に受けた音楽雑誌のインタビューで、肯定的なコメントを残している[9]。また、yukihiroは、L'Arc〜en〜Cielがパーソナリティを務めるラジオ番組『FLYING〜L'Arc〜ATTACK』内のyukihiroが選曲した楽曲を流すコーナー「ユッキー's Power Play」の2001年7月5日放送分において、ZI:KILLの「TERO」とDIE IN CRIESの「NERVOUSE」の2曲を選曲している[1]。

### 交流関係
- 『上領亘』（NeoBallad、ex.CROW、ex.P-MODEL、ex.GRASS VALLEY）

yukihiroがリスペクトするバンド、GRASS VALLEYのドラマー。
yukihiroは上領のドラムプレイから多大な影響を受けており、自身がZI:KILLに在籍していた頃に、レコード会社の人間から紹介をもらい、上領との交流が始まったという。そして2002年には、上領が結成した音楽プロジェクト、CROWのライヴにyukihiroが参加し、上領とツインドラムで共演している。また、2019年にはソニー・ミュージックが運営するオーダーメイドファクトリーにyukihiroがリクエストし、GRASS VALLEYの全オリジナルアルバムを収録した復刻ボックス『Original Album Remastered Edition Box』のリリースが実現している。なお、このボックスのリマスタリング作業は、復刻企画の発案者であるyukihiroが監修している。そして復刻盤発売にあたり、yukihiroと上領の対談が行われ、その記事が音楽雑誌『リズム&ドラム・マガジン』2019年5月号に掲載されている。
- 『藤井麻輝』（SUILEN、SCHAFT、ex.minus(-)、ex.SOFT BALLET）

yukihiroがリスペクトするバンド、SOFT BALLETのメンバー。
2007年にyukihiroは、藤井が結成した音楽ユニット、SUILENのアルバム『音ヲ孕ム』のレコーディングにサポートドラマーして参加している。アルバム制作に参加した後も、acid androidの音源制作に藤井が参加したり、藤井が今井寿と再始動した音楽ユニット、SCHAFTにyukihiroがサポートドラマーとして参加するなど、交流が続いている。なお、yukihiroは2019年に、SOFT BALLETのデビュー30周年を記念し、音楽雑誌『サウンド&レコーディング・マガジン』で行われた代表曲「BODY TO BODY」のリミックス企画にACID ANDROID名義で参加している。
余談だが、yukihiroは、藤井と同じくSOFT BALLETに在籍していた遠藤遼一、森岡賢とライヴの場で共演したことがある。遠藤とは上領亘率いるCROWが2002年4月14日に開催したイベント「Surround Space Perception vol.2」で共演しており、森岡はyukihiroがacid android名義で2006年9月27日に開催したライヴ「acid android live 2006 side c」に招聘している。
なお、1994年にyukihiroはDIE IN CRIESとして、LUNA SEA、SOFT BALLET、BUCK-TICKによる合同ツアー「L.S.B.」にゲスト出演したことがある。ちなみに、yukihiroがのちに加入することになるL'Arc〜en〜Cielも、この合同ツアーの札幌公演にゲストで出演している。
- 『今井寿』（BUCK-TICK、SCHAFT、ex.Lucy）

yukihiroがリスペクトするバンド、BUCK-TICKのギタリスト。
yukihiroと今井は、2008年に行われた音楽雑誌『音楽と人』の鼎談企画で初めて対面している。そして2008年11月3日には、音楽と人主催のライヴイベント「MUSIC & PEOPLE」において、藤井麻輝を加えた3人で、SCHAFTの楽曲を演奏している。その後も交流を深め、2010年10月には自身のソロプロジェクト、acid androidのアルバム『code』の制作に今井がゲスト参加し、2012年にはBUCK-TICKのトリビュートアルバムにyukihiroがacid android名義で参加している。また、2016年には音楽ユニット、SCHAFTの再始動に伴い、yukihiroがレコーディング、ライヴツアーにサポートドラマーとして招聘されている。
- 『小林祐介』（THE NOVEMBERS、THE SPELLBOUND）

2012年からacid androidでサポートギタリストを務めていたミュージシャン。
2014年には、yukihiroがacid androidとして企画するDJ&ライヴイベント「acid android in an alcove vol.7」で、THE NOVEMBERSとして参加。そして2016年には、acid androidとTHE NOVEMBERSが共同でイベントを企画している。また、本の企画で、KENT（Lillies and Remains）も交え、"ニューウェイヴ"をテーマに3人で鼎談を行ったこともある。ちなみに小林はL'Arc〜en〜Cielのファンであり、THE NOVEMBERSとしてL'Arc〜en〜Cielの楽曲「Cradle」をライヴでカバーしたことがある。なお、のちに同バンドで発表したEP盤『TODAY』には、「Cradle」のスタジオカバー音源が収録されている。また、小林は2024年3月31日にテレビ朝日系列で放送された音楽番組『関ジャム 完全燃SHOW』で「L'Arc～en～Ciel特集」が組まれた際に、草野華余子、(sic)boyとともにゲスト出演している。余談だが、小林とともにTHE NOVEMBERSを組む高松浩史も、かねてよりL'Arc〜en〜Cielのファンであり、2021年にはyukihiroとロックバンド、Petit Brabanconを結成している。
- 『山口大吾』（People In The Box）

2012年からacid androidのサポートドラマーを務めているミュージシャン。
2014年には、ヤノマサシ（POLYSICS）を加えたドラマー3人で、鼎談を行っている。ちなみに2019年には、山口が在籍するバンド、People In The Boxの楽曲「聖者たち」のリミックスバージョンの制作に、yukihiroがリミキサーとして参加している。